# Thimphu
Thimphu (in lingua dzongkha ཐིམ་ཕུག, in passato nota anche come Thimbu o Thimpu) è la capitale e la città più popolata del Bhutan, capoluogo del distretto a cui dà il nome. È situata nella parte centro-occidentale del paese. Nel 1961 sostituì l'antica capitale di Punakha per decisione del Druk Gyalpo Jigme Dorji Wangchuck.
La città è costruita in direzione nord-sud nella parte occidentale della valle formata dal Raidāk ed è la terza capitale al mondo per altitudine, la prima in Asia con un'altitudine che varia da 2.248 a 2.648 m.s.l.m. Inoltre, cosa insolita per una capitale, non è servita da un aeroporto proprio, bensì dall'Aeroporto Internazionale di Paro, distante circa 54 km.
Thimphu, centro politico ed economico del paese, si fonda sull'agricoltura e sull'allevamento del bestiame, il che costituisce il 45% del PNL bhutanese. Il turismo, sebbene sia una risorsa importante per la città e più in generale per il paese, è severamente regolato a causa della continua ricerca di un equilibrio tra la necessità di mantenere la tradizione e l'esigenza di aprirsi allo sviluppo e alla modernizzazione. La città ospita tutti gli edifici sede del potere politico, oltre che al Palazzo Dechencholing, residenza estiva del Capo di Stato. Dal 1998 è inoltre in corso un piano, sostenuto dalla Banca Mondiale e dall'Asian Development Bank, per lo sviluppo e l'ampliamento del centro abitato nel rispetto della delicata ecologia della valle circostante.
La cultura del Bhutan trova la sua piena espressione a Thimphu per quanto riguarda la letteratura, la religione, i costumi e tutto quanto costituisce l'identità nazionale del paese. Il monastero di Tashichoedzong, situato nella periferia nord, ospita uno dei più importanti tshechu del paese e offre la possibilità di assistere alla celebre danza cham.

## Storia

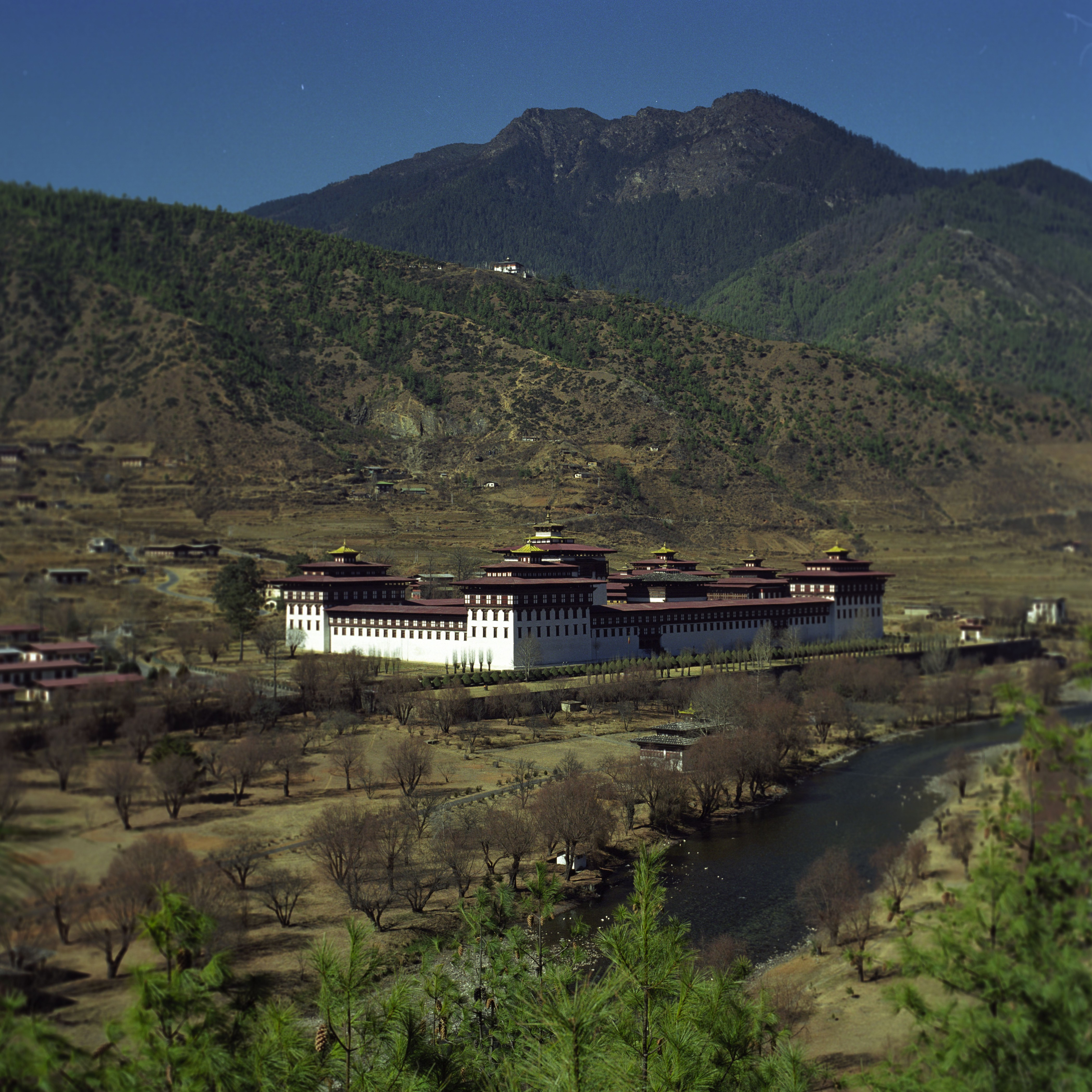
Veduta del Tashichoedzong, sede del Governo del Bhutan dal 1952.

Prima del 1960, Thimphu non era altro che un gruppo di villaggi disseminati in tutta la valle tra cui Motithang, Changangkha, Changlimithang, Langchupakha e Taba, alcuni dei quali oggi costituiscono quartieri della città stessa. Nel 1885, nel punto in cui oggi sorge il campo sportivo Changlimithang ci fu una dura battaglia: la vittoria decisiva spianò la strada all'ascesa di Ugyen Wangchuck, il primo re del Bhutan a controllare virtualmente l'intero paese. Da quel momento, il campo sportivo è diventato di grande importanza per la città; lì si svolgono partite di calcio, di cricket e di tiro con l'arco. Il moderno Changlimithang Stadium è stato costruito sul sito nel 1974.
Sotto la dinastia Wangchu, il paese ha goduto di pace e di uno sviluppo economico notevole, grazie alla lungimiranza di una serie di monarchi riformisti. Il terzo re del Bhutan, Jigme Dorji Wangchuck, riformò il vecchio sistema pseudo-feudale, abolendo la servitù della gleba, ridistribuendo le terre e riformando la tassazione. Ha anche introdotto numerose riforme in ambito esecutivo, legislativo e giudiziario. Le riforme continuarono e nel 1955 decise di spostare la capitale da Punakha a Thimphu. La politica del quarto re, Jigme Singye Wangchuck, aprendo ulteriormente il paese verso l'esterno ed in particolare verso l'India, ha fornito l'impulso necessario allo sviluppo economico e alle riforme finanziarie. Nel 1961, Thimphu divenne ufficialmente la capitale del Bhutan e vide aprirsi una nuova fase della sua storia.
Il Bhutan si unì al Piano Colombo nel 1962, all'Unione postale universale nel 1969 e divenne membro delle Nazioni Unite nel 1971. Le missioni diplomatiche e la presenza di organizzazioni finanziarie internazionali a Thimphu ebbero come effetto la rapida espansione della metropoli.

## Geografia fisica

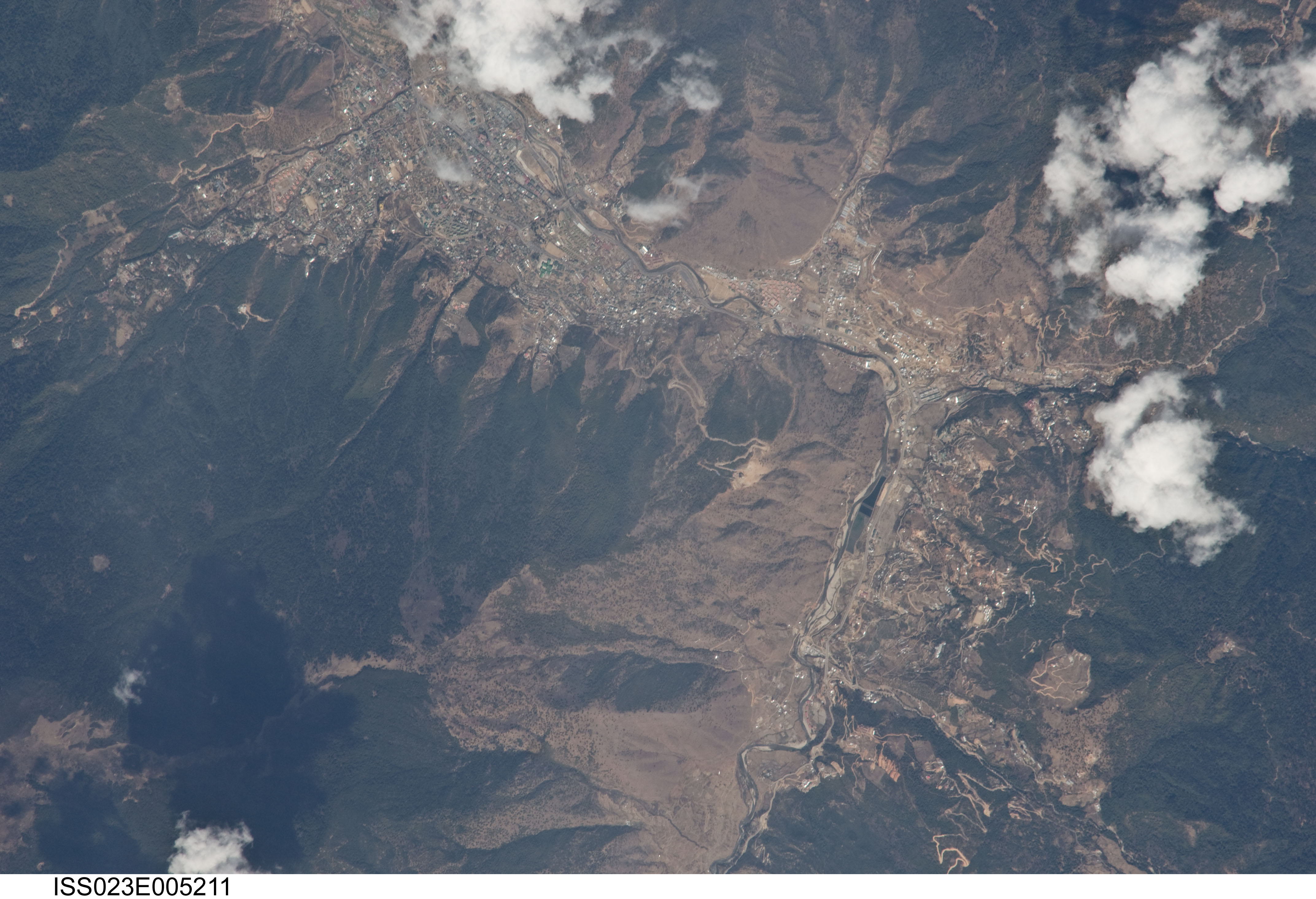
Thimphu vista dallo spazio.

La città è situata nella stretta valle scavata dal fiume Raidāk. Mentre le montagne circostanti vanno dai 2.000 ai 3.800 metri sul livello del mare (con un clima temperato caldo tra i 2.000 e i 3.000 metri e un clima temperato freddo oltre i 3.000), il centro abitato va da 2.248 a 2.648 m s.l.m. La valle, tuttavia, ha una fitta foresta e si estende verso nord e verso ovest mentre, all'estremità meridionale della città, il ponte Lungten Zampa collega le sponde est e ovest del Raidāk che scorre nel cuore della città.

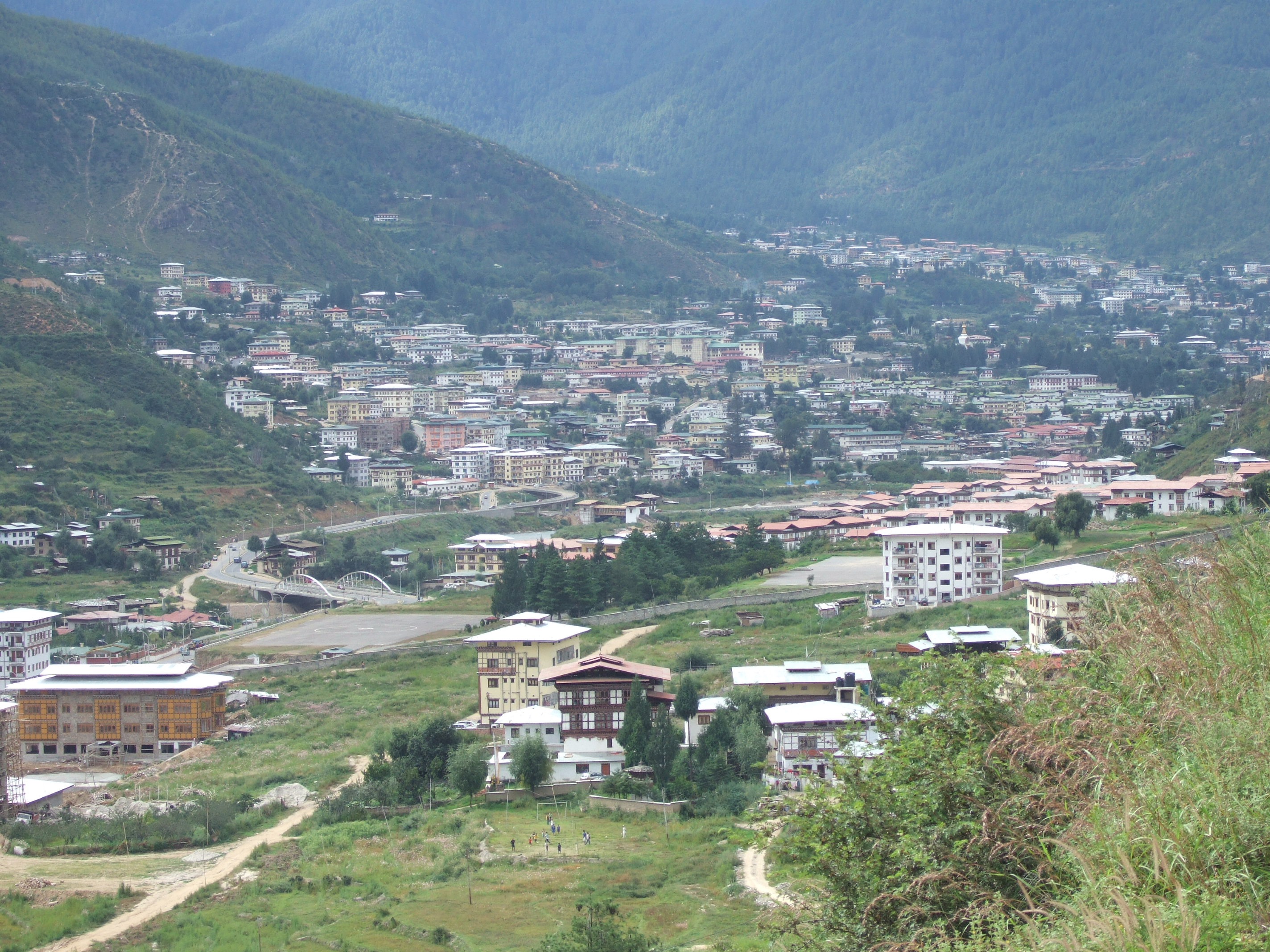
Thimphu vista da sud.

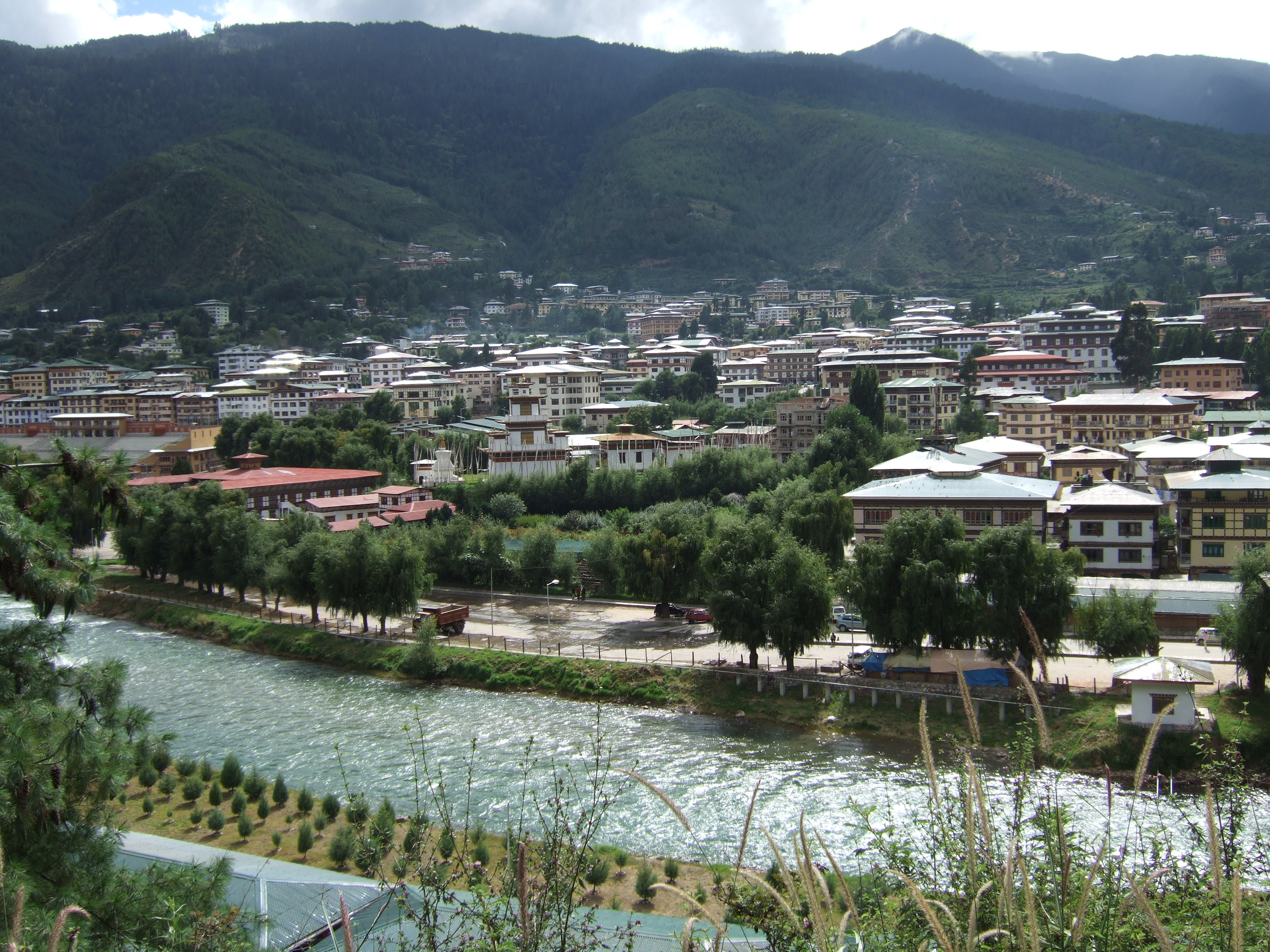
Il fiume Raidāk.

Il fiume e i suoi affluenti sgorgano sulle cime dell'Himalaya e modellano profondamente la valle in cui sorge Thimphu. Essa è delimitata a est da una ripida cresta che si alza dal letto del fiume e da una formazione a valle con una topografia a pendenza crescente, che si estende da Dechencholing e Simtokha, sulle rive occidentali del Raidāk. L'orientamento nord-sud delle catene montuose della valle le espone a venti monsonici umidi che attraversano l'Himalaya interno e le sue vallate più basse. Tuttavia, i lati sopravento e sottovento delle catene montuose presentano modelli di vegetazione diversi a seconda dell'incidenza variabile della pioggia. La valle di Thimphu che si trova sottovento rispetto alle montagne è relativamente secca e contiene un tipo diverso di vegetazione rispetto al lato sopravento. Quindi, la vegetazione di conifere nella valle è attribuibile a questo fenomeno. Punakha, la vecchia capitale del Bhutan, è sul lato sopravento e per questo nei suoi dintorni abbondano alberi dalle foglie larghe.

### Clima

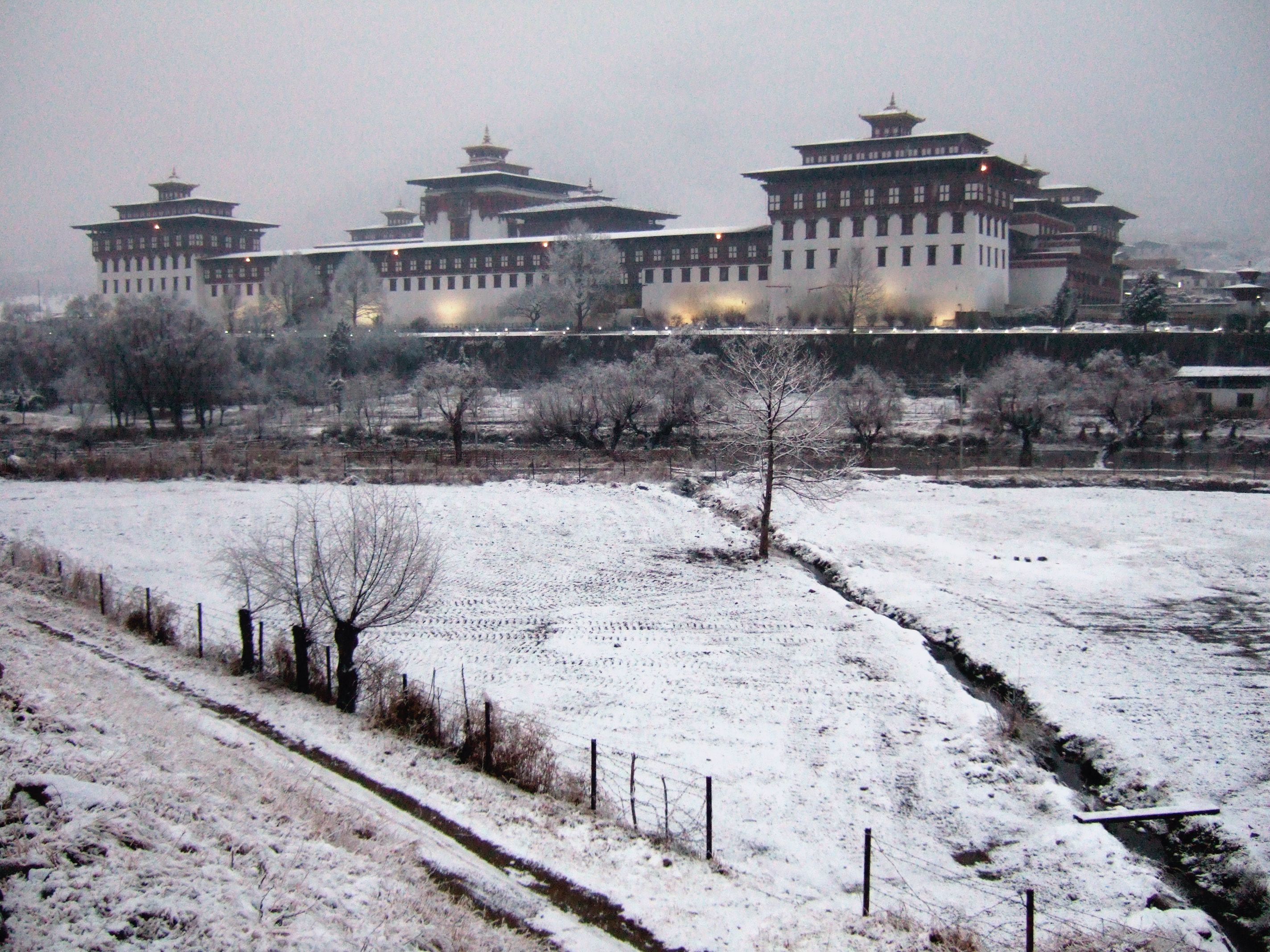
Il Tashichoedzong durante una nevicata nel tardo pomeriggio.

La città ha un clima oceanico (Cwb) influenzato dal monsone di un clima caldo e temperato. Le piogge monsoniche provenienti da sud-ovest si verificano tra metà giugno e settembre. I fulmini e i tuoni precedono spesso le piogge nella regione accompagnati da grandi cumulonembi. Le piogge possono continuare per diversi giorni, causando smottamenti e blocchi di strade. Ruscelli e fiumi si gonfiano trasportando enormi quantità di detriti dalle foreste. Profonde pozzanghere, fango denso e frane lungo le strade costituiscono ostacoli ai trasporti. Il clima invernale è caratterizzato da venti freddi, temperature basse di notte e fresche di giorno, nuvolosità, piogge leggere, nevicate e nebbia. Con l'avvicinarsi della primavera, la città è sottoposta a venti violenti e cieli relativamente asciutti e limpidi.
La stagione delle piogge dura in media da maggio fino a settembre, mentre il resto dell'anno ricade nella stagione secca. La temperatura in media si aggira tra i -2 °C e i 15 °C in inverno e tra i 15 °C e i 30 °C in estate.
| Thimphu               | Mesi  | Mesi  | Mesi  | Mesi | Mesi | Mesi | Mesi | Mesi | Mesi | Mesi | Mesi | Mesi  | Stagioni | Stagioni | Stagioni | Stagioni | Anno  |
| Thimphu               | Gen   | Feb   | Mar   | Apr  | Mag  | Giu  | Lug  | Ago  | Set  | Ott  | Nov  | Dic   | Inv      | Pri      | Est      | Aut      | Anno  |
| --------------------- | ----- | ----- | ----- | ---- | ---- | ---- | ---- | ---- | ---- | ---- | ---- | ----- | -------- | -------- | -------- | -------- | ----- |
| T. max. media (°C)    | 12,3  | 14,4  | 16,4  | 20,0 | 22,5 | 24,4 | 24,9 | 28,4 | 23,1 | 21,9 | 17,9 | 14,5  | 13,7     | 19,6     | 25,9     | 21,0     | 20,1  |
| T. media (°C)         | 4,9   | 7,5   | 10,2  | 13,6 | 17,8 | 19,8 | 20,2 | 25,0 | 19,1 | 16,2 | 11,5 | 6,7   | 6,4      | 13,9     | 21,7     | 15,6     | 14,4  |
| T. min. media (°C)    | −2,6  | 0,6   | 3,9   | 7,1  | 13,1 | 15,2 | 15,4 | 15,8 | 15,0 | 10,4 | 5,0  | −1,1  | −1,0     | 8,0      | 15,5     | 10,1     | 8,2   |
| T. max. assoluta (°C) | 20,6  | 21,8  | 23,1  | 26,2 | 28,2 | 29,5 | 30,0 | 29,8 | 27,4 | 26,1 | 24,3 | 20,0  | 21,8     | 28,2     | 30,0     | 27,4     | 30,0  |
| T. min. assoluta (°C) | −21,0 | −19,6 | −12,8 | −5,4 | 0,6  | 4,5  | 7,0  | 6,1  | 2,4  | −3,2 | −9,1 | −14,5 | −21,0    | −12,8    | 4,5      | −9,1     | −21,0 |
| Precipitazioni (mm)   | 25    | 33    | 31    | 58   | 122  | 246  | 373  | 345  | 155  | 38   | 8    | 13    | 71       | 211      | 964      | 201      | 1 447 |

## Monumenti e luoghi d'interesse

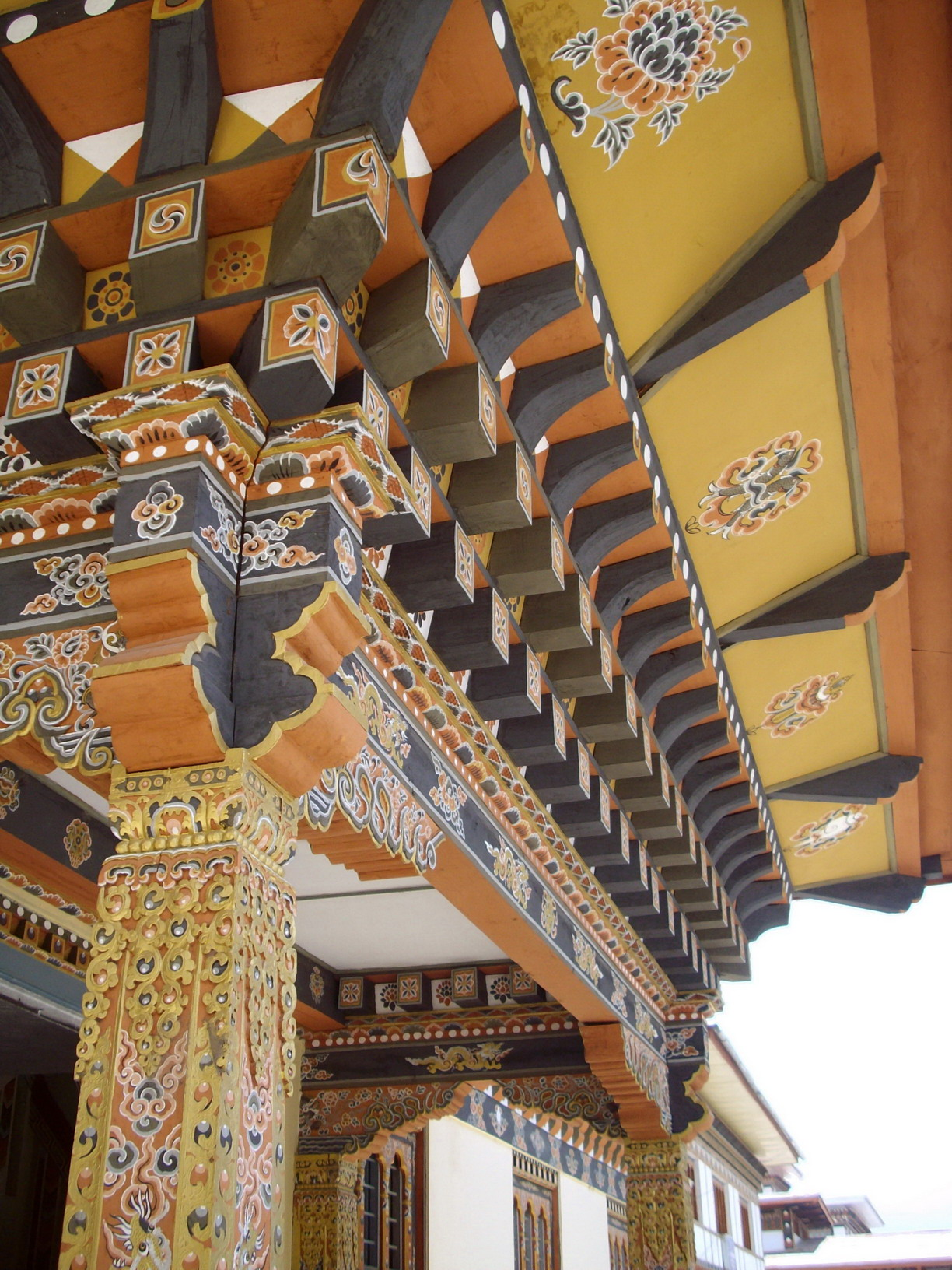
Il tetto di un edificio realizzato secondo gli schemi tradizionali dell'architettura bhutanese.

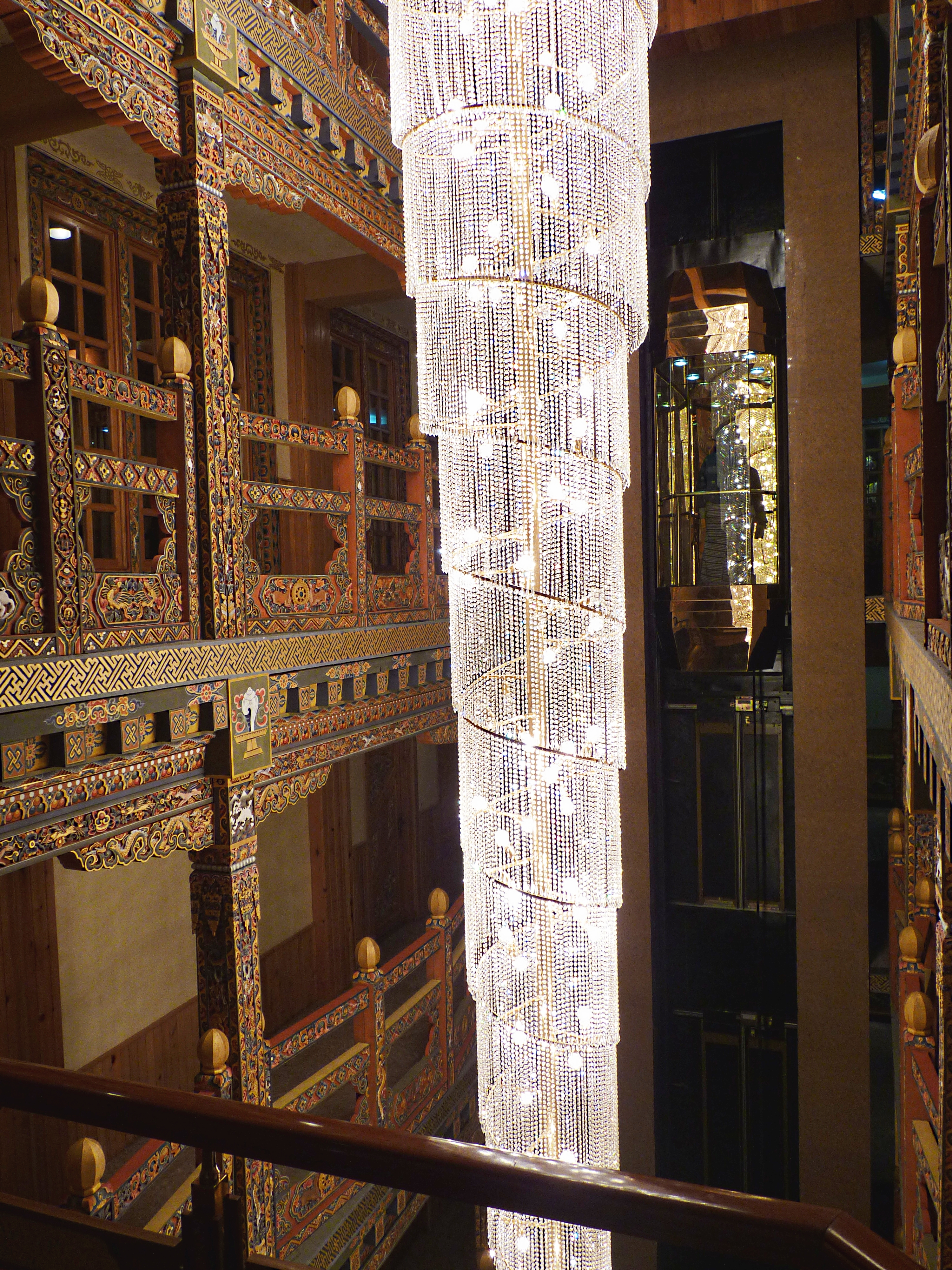
Gli interni di quest'albergo a Thimphu mostrano una fusione tra elementi architettonici tradizionali e moderni.

I monumenti di Thimphu, come nel resto del Bhutan, sono realizzati secondo gli schemi tipici dell'architettura bhutanese: monasteri, dzong, chörten, porte e altri luoghi sacri e palazzi reali. Bandiere di preghiera, Pietre Mani e ruote della preghiera sono diffuse in tutto l'agglomerato urbano. I monumenti più importanti di Thimphu, nonché quelli maggiormente rappresentativi dello stile architettonico nazionale, sono il Tashichoedzong, il Drubthob Goemba (ora noto come monastero di Zilluka), il monastero del Tango, il monastero di Chagri, il monastero di Dechen Phodrang e il chörten commemorativo.

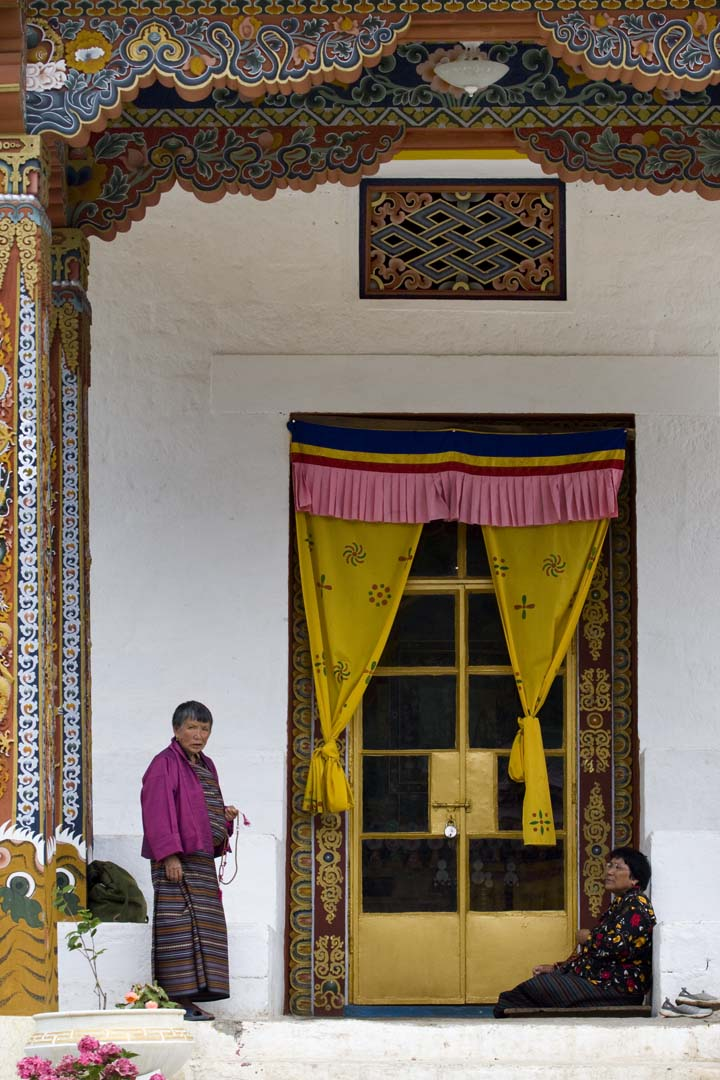
Una porta d'ingresso decorata secondo lo stile tradizionale bhutanese.

Altri edifici sono stati ulteriormente abbelliti dalle recenti ristrutturazioni, una fusione di architettura tradizionale e moderna che per lo più risalgono agli anni successivi al 1962, l'anno in cui Thimphu divenne la capitale del Bhutan e si aprì al turismo nell'ambito di vari piani di sviluppo quinquennale. Gli edifici di questa categoria sono l'Istituto Nazionale di Zorig Chusum, la Biblioteca Nazionale, l'Assemblea nazionale, l'edificio della SAARC, l'Istituto Nazionale di Medicina Tradizionale, il Museo Nazionale del Tessuto, il Voluntary Artists Studio, la Royal Academy of Performing Arts, la Telecom Tower e molti altri. Anche gli edifici residenziali a Thimphu hanno subito cambiamenti nei loro metodi di costruzione senza che ciò abbia comportato un sacrificio dei tradizionali stili bhutanesi che sono detti "simili a quelli dei castelli svizzeri".

### Architetture tradizionali
Tashichoedzong

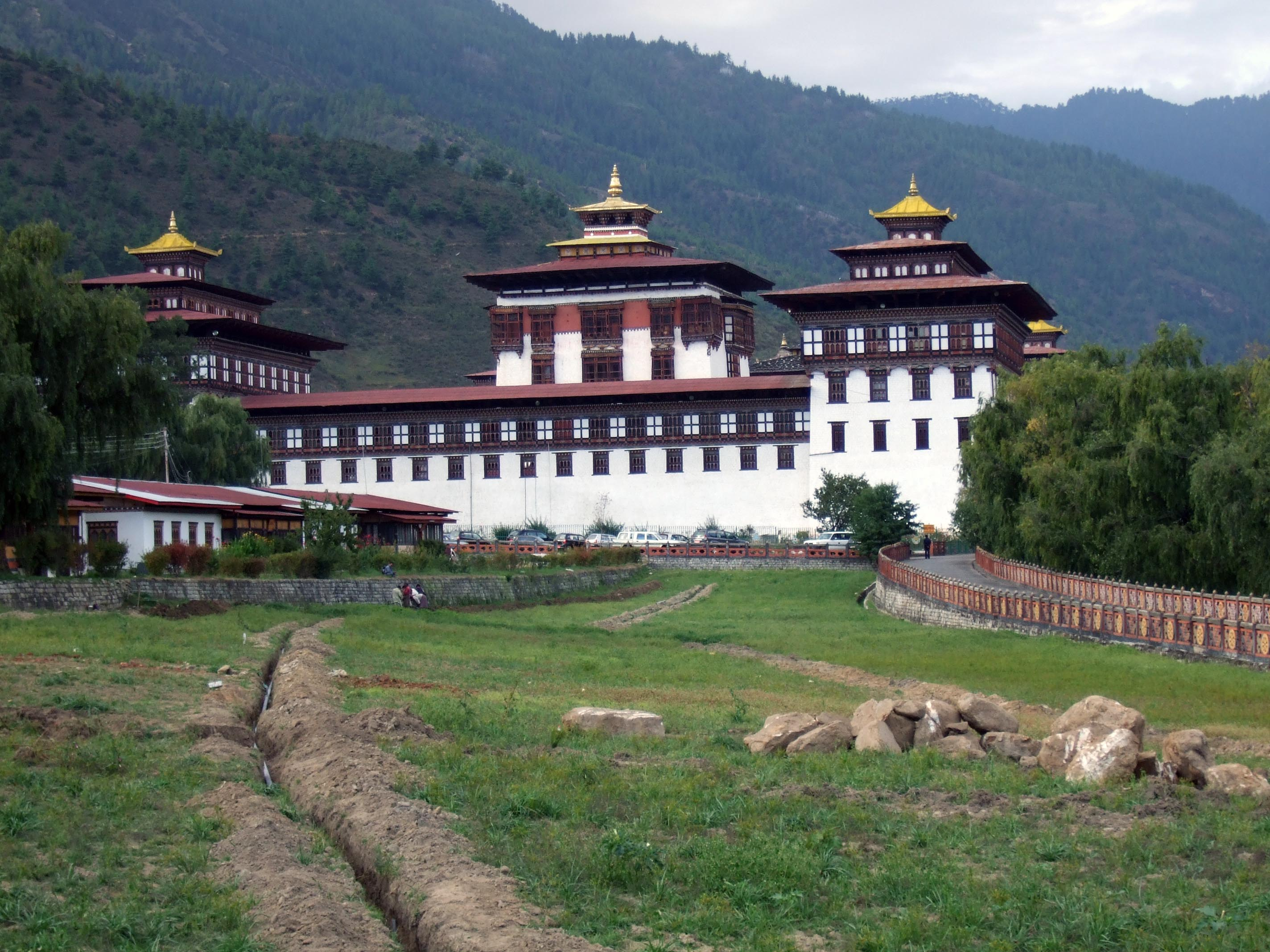
Veduta del Tashichoedzong.

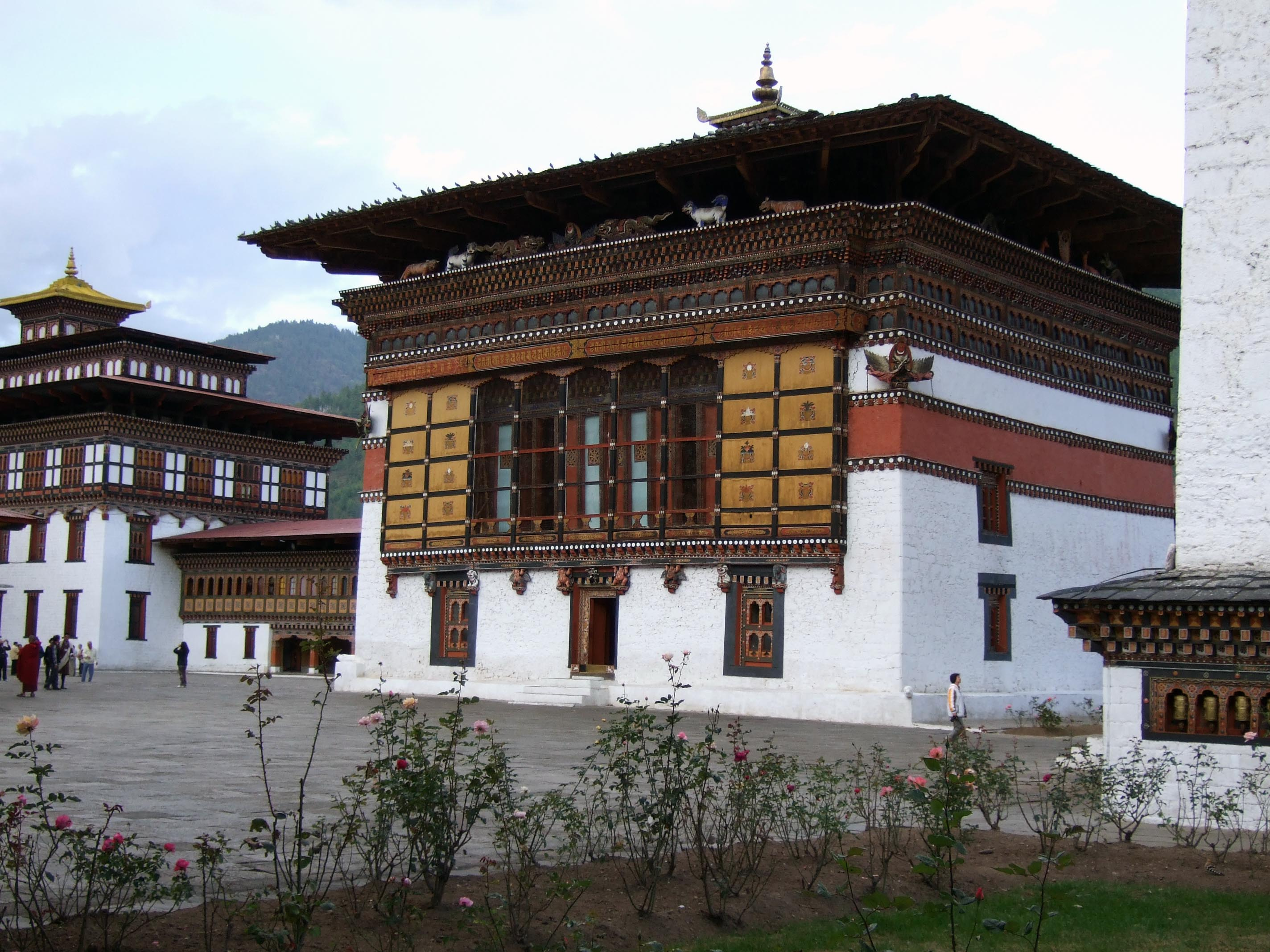
Veduta interna del Tashichoedzong.

Il punto di riferimento più importante a Thimphu è il Tashichoedzong (che significa "Fortezza della Gloriosa Religione") situato sulla riva occidentale del Raidāk. L'imponente struttura bianca ha subito numerosi rifacimenti nel corso dei secoli in seguito a incendi e terremoti. Esso fu chiamato così in seguito all'introduzione del lignaggio Drukpa da parte di Lama Phajo e Zhabdrung che acquistarono lo dzong nel 1641. Durante questo periodo fu introdotta la pratica di usare uno dzong sia come centro religioso per i lama che come centro amministrativo per l'amministrazione civile. Oltre alla sala del trono e agli uffici del re del Bhutan, come edificio amministrativo, ospita il segretariato centrale, gli uffici dei ministeri degli affari interni e delle finanze. L'Assemblea nazionale, che era situata nello dzong, si trova ora in un edificio separato chiamato SAARC.
Dzong di Simtokha
Lo dzong di Simtokha, noto come Sangak Zabdhon Phodrang (Palazzo del significato profondo dei mantra segreti), si dice che sia il più antico monastero tra quelli fondati dallo Shabdrung Ngawang Namgyal, che lo fondò nel 1629. Fu attaccato più volte nel XVII secolo ma non è mai stato distrutto. È un piccolo dzong, situato a circa 5 km a sud di Thimphu. Attualmente ospita uno degli istituti per l'apprendimento linguistico primario della lingua dzongkha, ovvero "L'Istituto per gli studi di lingua e cultura". Sia i monaci che le persone comuni possono accedervi per studiare. Gli studenti che qui si diplomano vengono generalmente abilitati all'insegnamento della lingua.
Dechen Phodrang
Dechen Phodrang significa "Palazzo della Grande Felicità". È un monastero buddista situato a nord di Thimphu. Nel 1971 fu convertito in una scuola monastica con 450 monaci-studenti iscritti a corsi della durata di otto anni. Il monastero contiene una serie di importanti reperti storici bhutanesi tra cui dipinti del XII secolo protetti dall'UNESCO e una famosa statua di Ngawang Namgyal al piano superiore. Nella cappella al piano inferiore c'è un Buddha Sakyamuni centrale.
Palazzo Dechencholing
Palazzo Dechencholing (བདེ་ཆེན་ཆོས་གླིང་, Wylie: bde chen chos gling) si trova all'estremità settentrionale della valle di Thimphu, sulla riva orientale del Raidāk. Era la residenza della defunta nonna reale, popolarmente conosciuta come Gayum Phuntsho Choden Wangchuck. Il re Jigme Singye Wangchuck è nato qui l'11 novembre 1955, ma attualmente ha la sua residenza a Palazzo Samteling.
Monastero del Tango

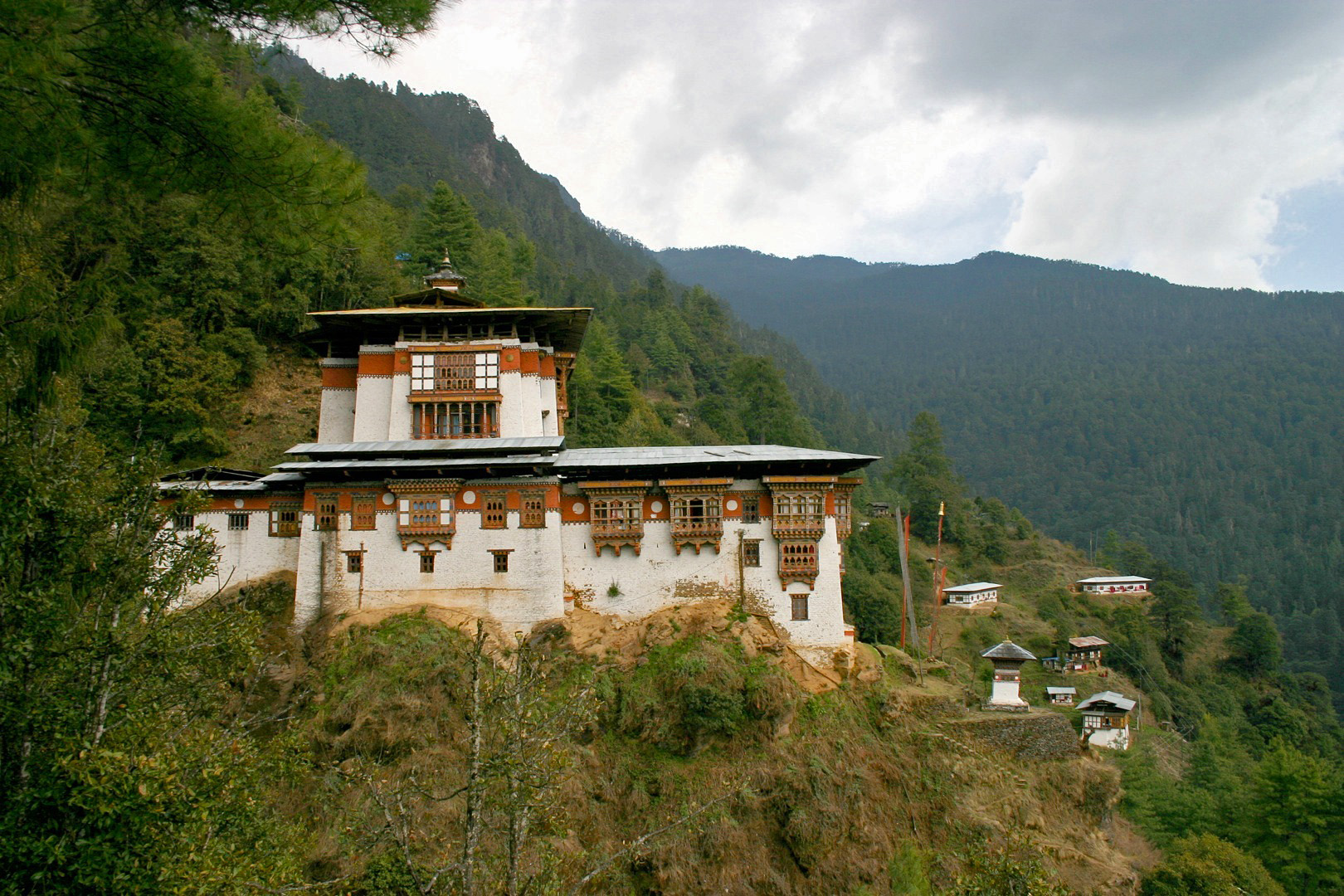
Il monastero del Tango.

Il monastero del Tango si trova a nord di Thimphu, vicino al monte Cheri. Fu fondato dal Lama Gyalwa Lhanampa nel XIII secolo e costruito nella sua forma attuale da Tenzin Rabgye, il IV Sovrano Temporale, nel 1688. Secondo una leggenda locale, la posizione di questo monastero è il luogo sacro in cui Avalokiteśvara si rivelò come "auto-emanata forma dell'irascibile Hayagriva". La posizione era stata profetizzata in Tibet. Nel 1616, Ngawang Namgyal meditò nella sua grotta. La forma auto-emanata dell'irascibile Hayagriva è deificata nel monastero. Appartiene alla Scuola del Buddhismo Drukpa. La parola "Tango" significa "testa di cavallo". Questo nome è conforme alla divinità principale Hayagriva (nome locale Tandin) deificata nel monastero.
Il monastero del Tango è costruito in stile tradizionale e presenta un muro esterno curvo (semicircolare) e una prominente torre principale con nicchie. Copre le caverne in cui originariamente meditazioni e miracoli venivano eseguiti dal XII secolo in poi. All'interno del cortile c'è una galleria che illustra i capi del lignaggio Drukpa.
Monastero di Chagri

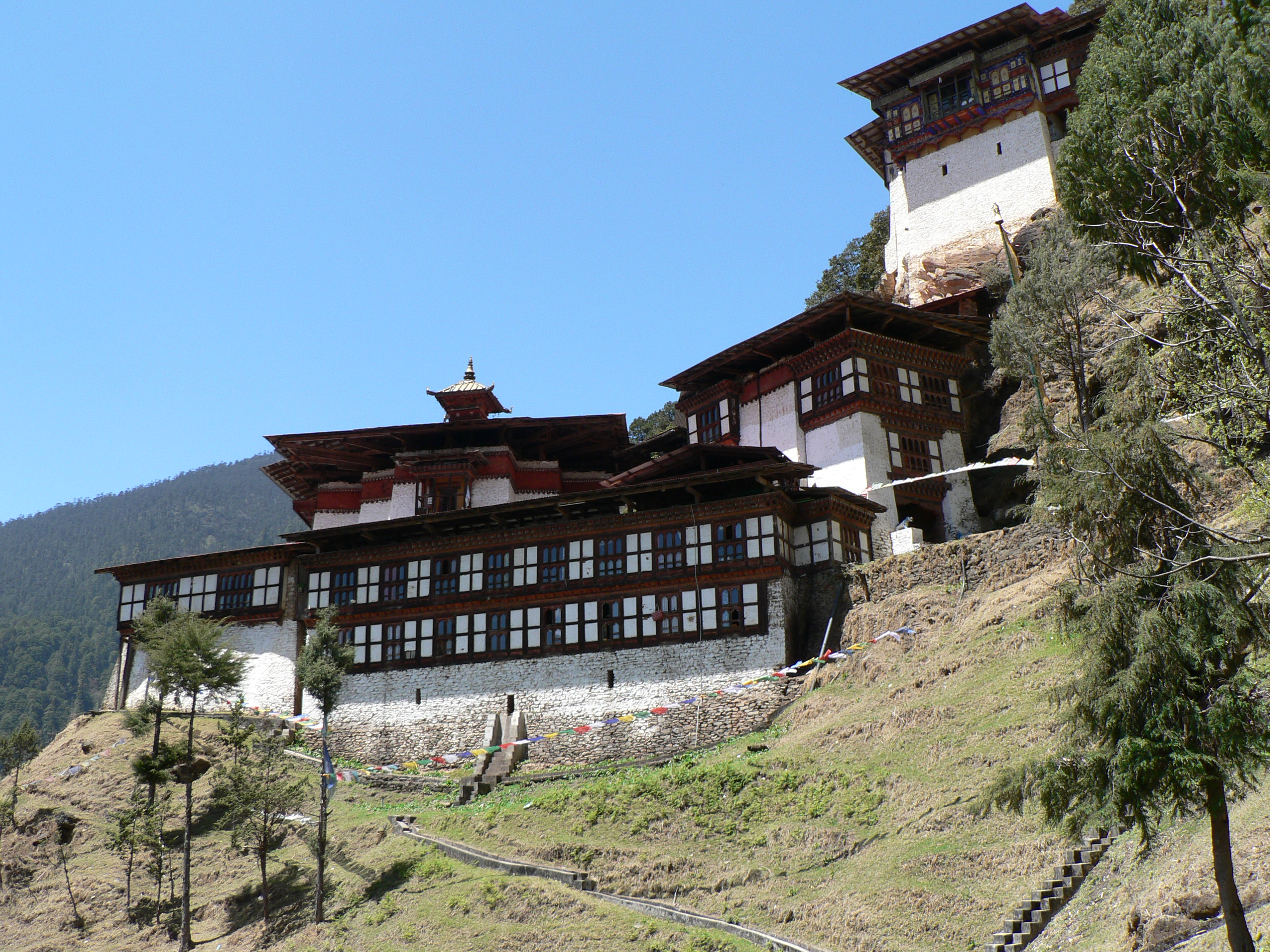
Il monastero di Chagri.

Il monastero di Chagri fu fondato nel 1620 da Ngawang Namgyal e fu il primo monastero fondato da lui, alla giovane età di 27 anni. Namgyal trascorse tre anni in un rigoroso ritiro a Chagri e vi soggiornò per molti periodi durante il resto della sua vita. Fu sempre a Chagri che nel 1623 fondò il primo ordine monastico Drukpa Kagyu in Bhutan. Il monastero, che ora è un importante centro di insegnamento e ritiro dell'ordine meridionale del Drukpa Kagyu, si trova all'estremità settentrionale della valle di Thimphu, a circa 15 km dalla capitale. Si trova su un'altura sopra la fine della strada a Dodeyna. Secondo le storie religiose bhutanesi, il luogo fu visitato per la prima volta da Padmasambhava nell'VIII secolo. Nel XIII secolo fu visitato da Phajo Drugom Zhigpo, il lama tibetano che per primo stabilì la tradizione Drukpa Kagyu in Bhutan. C'è un chorten d'argento all'interno del monastero che custodisce le ceneri del padre di Namgyal.
Buddha Dordenma
Il Buddha Dordenma è una statua in bronzo costruita tra le rovine di Kuensel Phodrang, che dominano la città di Thimphu, a circa 100 metri sopra il letto del fiume Raidāk. Questo luogo una volta ospitava il palazzo di Sherab Wangchuck, il tredicesimo Druk Desi. È una gigantesca statua del Buddha Shakyamuni. La statua ospita oltre un lakh di statue più piccole del Buddha, ognuna delle quali, come il Buddha Dordenma stesso, è fatta di bronzo. Oggi è una delle più grandi Buddharupa del mondo, con un'altezza di 51,5 metri. Il costo totale del progetto Buddha Dordenma è stato di oltre 100 milioni di dollari. Il completamento dell'opera era originariamente previsto per il 2010, data di volta in volta posticipata fino al completamento effettivo del novembre 2015. Oltre a commemorare il centenario della monarchia bhutanese, adempie a due profezie. Nel XX secolo, il famoso yogi Sonam Zangpo profetizzò che una grande statua di Padmasambhava, Buddha o di un phurba sarebbe stata costruita nella regione "per conferire benedizioni, pace e felicità in tutto il mondo". Inoltre la statua è menzionata nell'antica terma dello stesso Guru Padmasambhava, che si dice risalga all'incirca all'VIII secolo, e recuperata circa 800 anni fa dal Tertön Pema Lingpa.
Chörten commemorativo

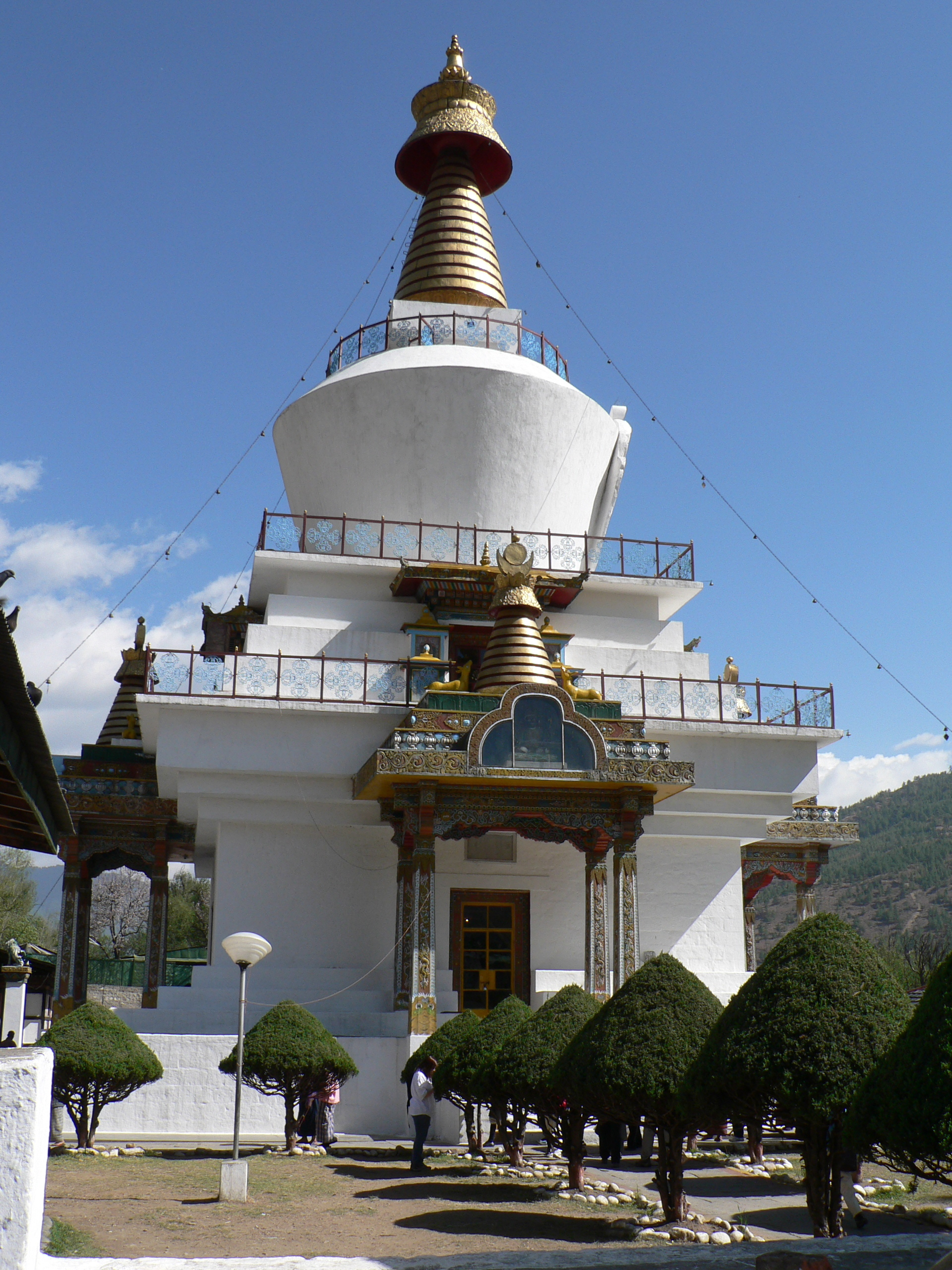
Il Chörten commemorativo di Thimphu.

Il chörten commemorativo è un chörten situato su Doeboom Lam nella parte centro-meridionale della città, vicino alla rotatoria principale e all'ospedale militare indiano. Il chörten, che domina lo skyline di Thimphu, è stato costruito nel 1974 per onorare il terzo re del Bhutan, Jigme Dorji Wangchuck (1928-1972). Questo importante punto di riferimento nella città ha guglie e campane d'oro. Nel 2008 ha subito un ampio rinnovamento. Questo chorten è popolarmente conosciuto come "il più evidente simbolo religioso del Bhutan". Fu consacrato dal defunto Dudjom Rimpoche. Questo chörten è diverso dagli altri in quanto non custodisce i resti mortali del defunto re. Solo una foto del re in abito da cerimonia adorna una sala al piano terra. Il Re, quando era vivo, voleva costruire "un chorten per rappresentare la mente del Buddha". È progettato come un chorten in stile tibetano, chiamato anche Jangchup Chorten, modellato sul disegno di uno stupa classico, con un pilastro piramidale coronato da Luna e Sole. I chorten raffigurano immagini di divinità tantriche più grandi di quelle a grandezza naturale, con circa 36 di esse in pose erotiche.

### Architetture moderne
Ufficio postale nazionale
L'ufficio postale nazionale, situato nell'ala nord di un grande edificio sul Dremton Lam (Drentoen Lam), è il luogo in cui il famoso ufficio filatelico del Bhutan vende francobolli e foglietti ricordo di francobolli del Bhutan. In virtù dei loro colori e del numero limitato, i collezionisti di francobolli di tutto il mondo sanno che il Bhutan è il primo paese a diversificare ed esportare francobolli di qualità; in particolare, i francobolli 3D sono oggetti da collezione. I vecchi francobolli sono ora venduti a scopo di lucro.
Piazza della Torre dell'Orologio

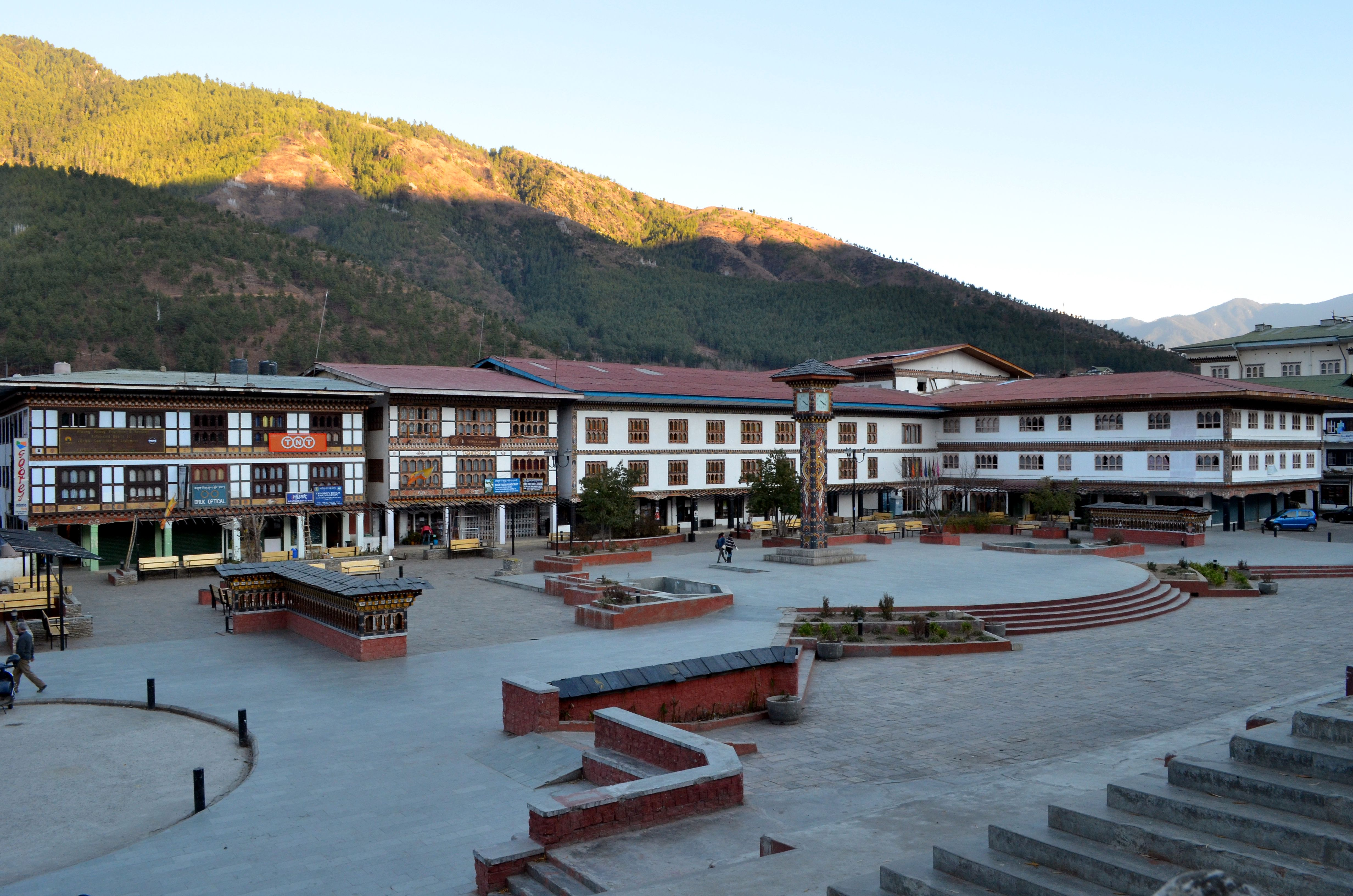
La piazza della Torre dell'Orologio.

La piazza della Torre dell'Orologio è una piazza recentemente ristrutturata, circondata da negozi e ristoranti. È nota per la presenza di numerose fontane e Pietre Mani. Da un lato, si trova il lussuoso Druk Hotel. Qui vengono organizzati vari programmi e attività. In passato è stata anche un punto di controllo per il SAARC Car Rally.
Riserva dei takin di Motithang

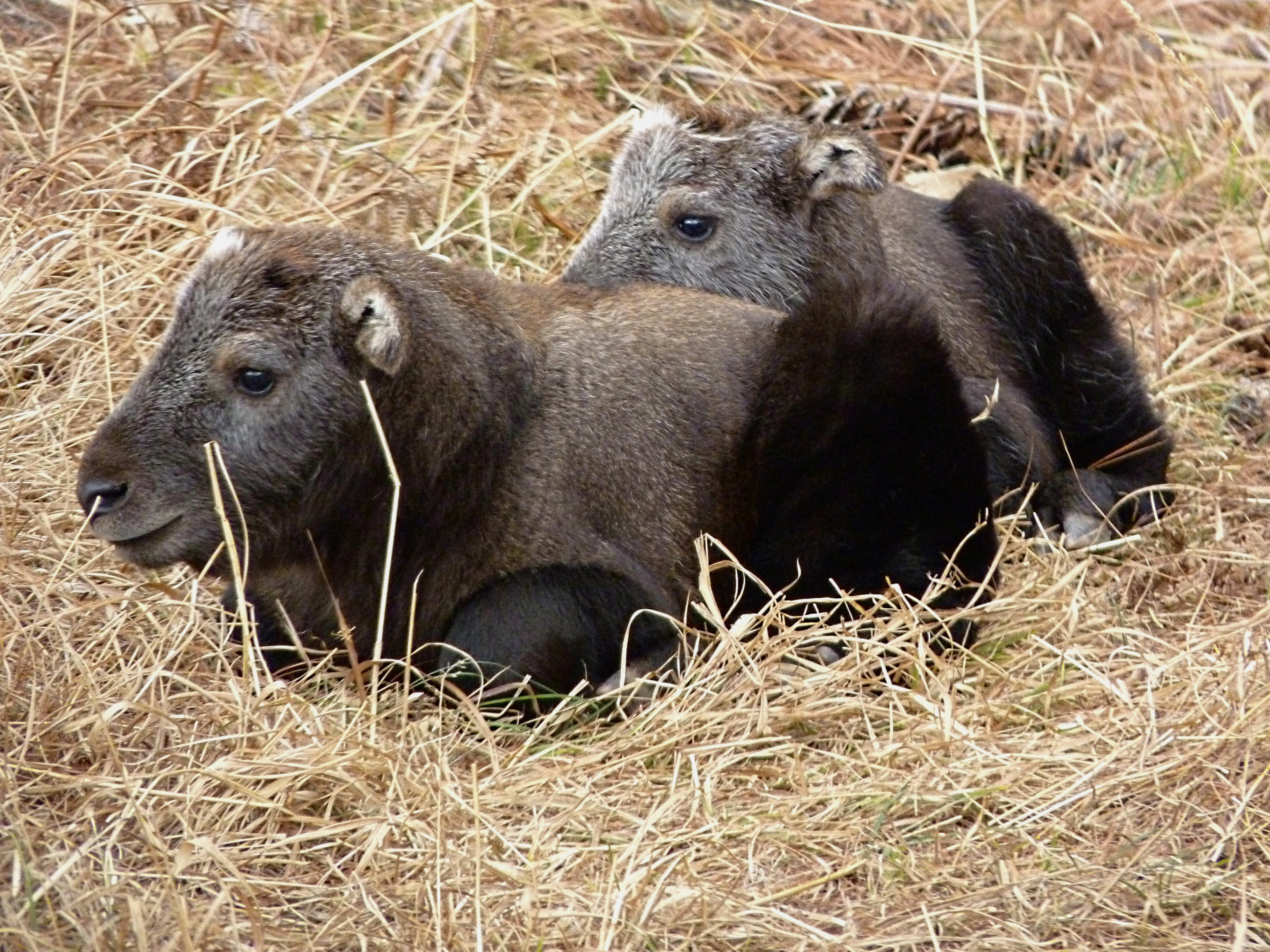
Riserva dei takin di Motithang.

La riserva dei takin di Motithang è un'area naturale protetta per takin, animale nazionale del Bhutan. Originariamente un mini zoo, è stato trasformato in una riserva di recente. La ragione per cui il takin fu dichiarato come animale nazionale del Bhutan il 25 novembre 2005 è attribuita a una leggenda della creazione dell'animale in Bhutan nel XV secolo dal Lama Drukpa Kunley. Il re del Bhutan credeva che fosse improprio per un paese buddista limitare gli animali per motivi religiosi e ambientali, così ordinò la chiusura del mini-zoo e il rilascio degli animali nella foresta. Tuttavia, i takin rimasero radicati nel centro urbano, spesso avvistato per le strade in cerca di foraggio. Quindi, per loro è stata creata una riserva esclusiva.

## Società

### Evoluzione demografica
Secondo il censimento del 2005, la popolazione della città era di 79.185 residenti. Questo dato è cresciuto nel 2010 a circa 91.000 abitanti, per poi arrivare a circa 104.000 nell'ultimo censimento del 2015.

### Istruzione
Fino alla metà del XX secolo l'istruzione era limitata agli insegnamenti nei monasteri, fatta eccezione per alcune persone privilegiate che potevano recarsi a Darjeeling (in India) per ricevere un'istruzione di tipo occidentale. L'insegnamento della lingua dzongkha è obbligatorio in tutte le scuole. Tuttavia, l'istruzione non è obbligatoria, sebbene a livello scolastico sia virtualmente gratuita. Ora, l'educazione si è diffusa in tutte le parti del paese. Thimphu ha diverse istituzioni educative dal livello scolastico al livello universitario in diverse discipline. Ci sono più scuole private a Thimphu che in qualsiasi altra città in Bhutan, che sono tutte sotto il controllo del Dipartimento della Pubblica Istruzione. L'Autorità nazionale per la formazione amministra tre istituti tecnici.
L'Università Reale del Bhutan (conosciuta come RUB) situata nella città è stata fondata nel 2003. Questa università comprende diversi college tra cui l'Institute for Language and Culture Studies (ILCS) che offre corsi di formazione agli studenti universitari su lingua, cultura e tradizioni del Bhutan con sede nello dzong di Simtokha. Gli studenti che si laureano qui diventano principalmente insegnanti di dzongkha. La città ospita anche l'Istituto Reale di Scienze della Salute del Bhutan, che fornisce formazione a infermieri e tecnici, e il Royal Institute of Management (RIM) che offre corsi di formazione in gestione amministrativa e finanziaria a manager di medio livello. Oltre ai college gestiti dal governo, sono state istituite scuole private e college a Thimphu e in altre regioni del paese.
Con i finanziamenti della Banca Mondiale, è stata proposta la realizzazione di un parco IT in un'area di 4.600 m² a Babesa, entro i limiti municipali di Thimphu. Questa struttura deve avere un centro di incubazione, un centro tecnologico condiviso e un centro dati senza alcuna struttura produttiva.

## Cultura

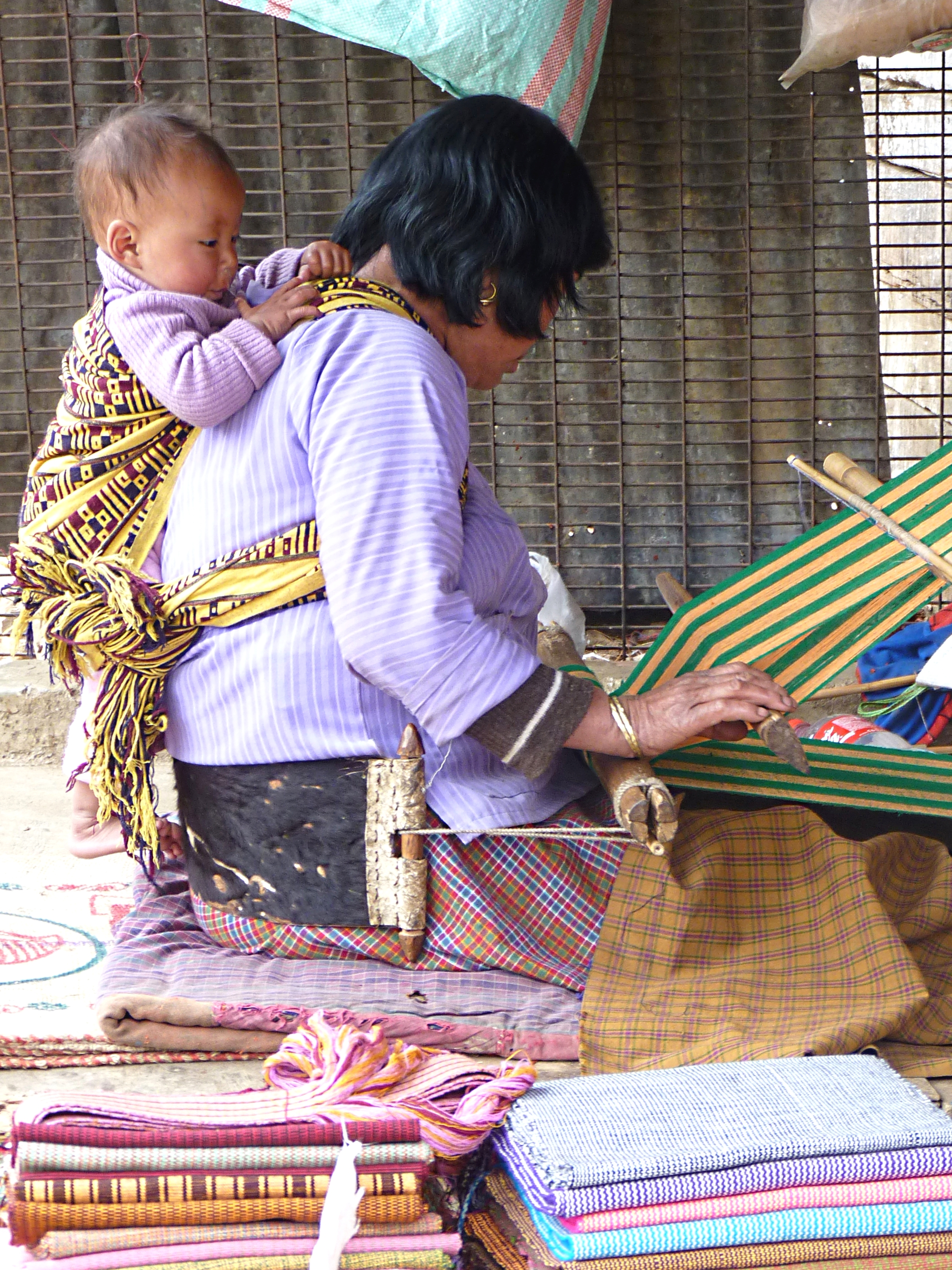
La tessitura è considerata un'arte di grande importanza dalle donne bhutanesi.

La cultura del Bhutan si riflette pienamente nella capitale in termini di letteratura, religione, costumi e codice di abbigliamento nazionale, pratiche monastiche, musica, danza, letteratura e media. La modernità è entrata nel paese senza sacrificare il tradizionale ethos buddhista.
Letteratura
Tutte le opere letterarie antiche, patrimonio del Bhutan, sono conservate nella Biblioteca Nazionale. Oggi invece ci sono molti scrittori che scrivono in inglese ora, principalmente racconti e raccolte di racconti popolari del Bhutan; un autore popolare è Kunzang Choeden.
Royal Academy of Performing Arts
La Royal Academy of Performing Arts (RAPA) fu fondata su iniziativa del re Jigme Dorji Wangchuck nel 1954, con l'obiettivo fondamentale di preservare e promuovere le tradizioni delle arti dello spettacolo del Bhutan. Nel 1967 fu istituzionalizzata come accademia. L'istituto fornisce formazione nelle forme delle danze nazionali come ad esempio le danze in maschera. I ballerini professionisti dell'Academy tengono spettacoli durante il tradizionale tshechu di Thimphu. Esibizioni della durata di un'ora sono organizzate anche in occasioni speciali. Le attività attuali nell'accademia sono state riorganizzate con un'ulteriore espansione dei suoi programmi, compreso lo sviluppo di un percorso di studi per l'insegnamento.
Biblioteca Nazionale

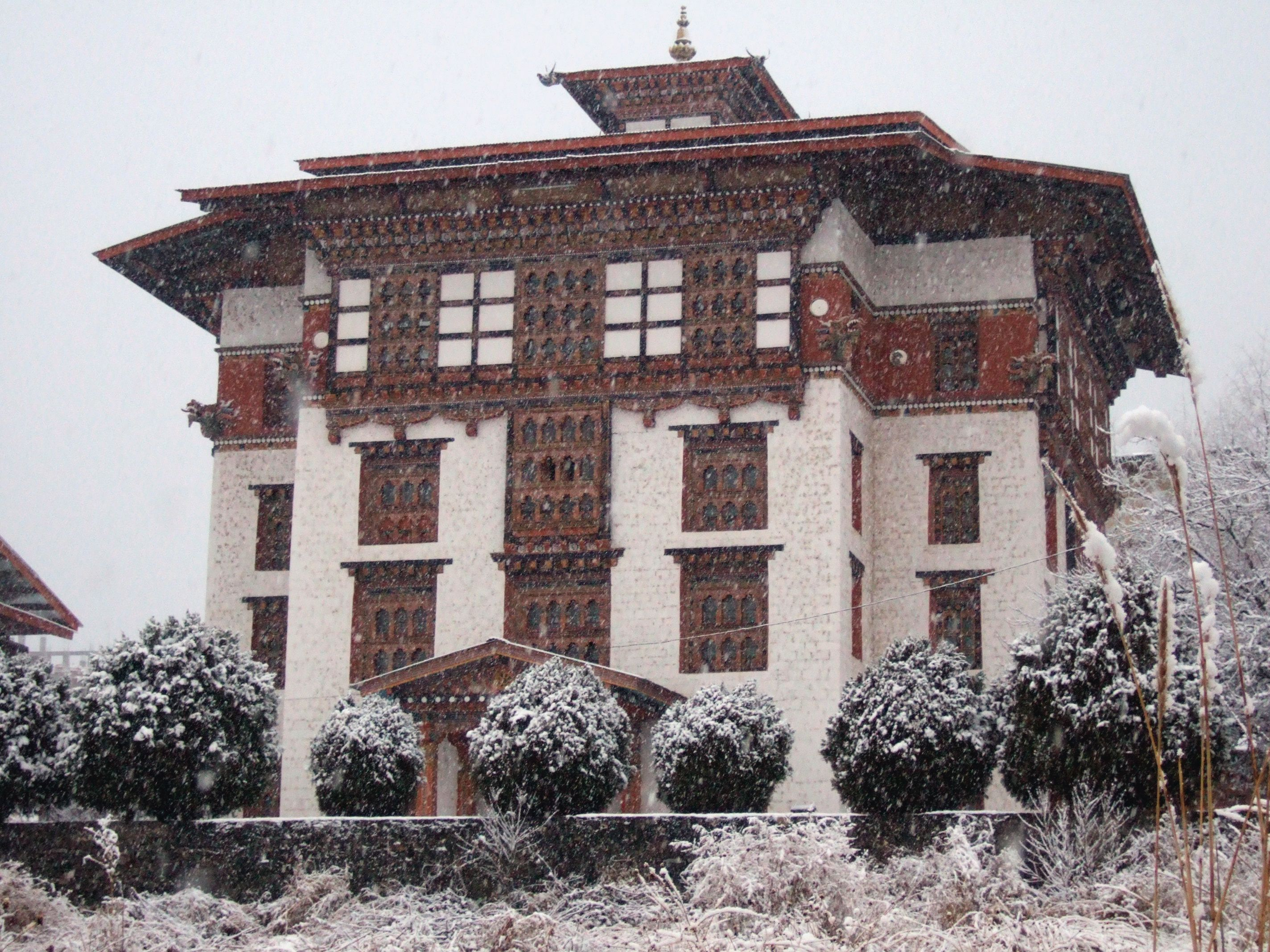
Biblioteca Nazionale del Bhutan.

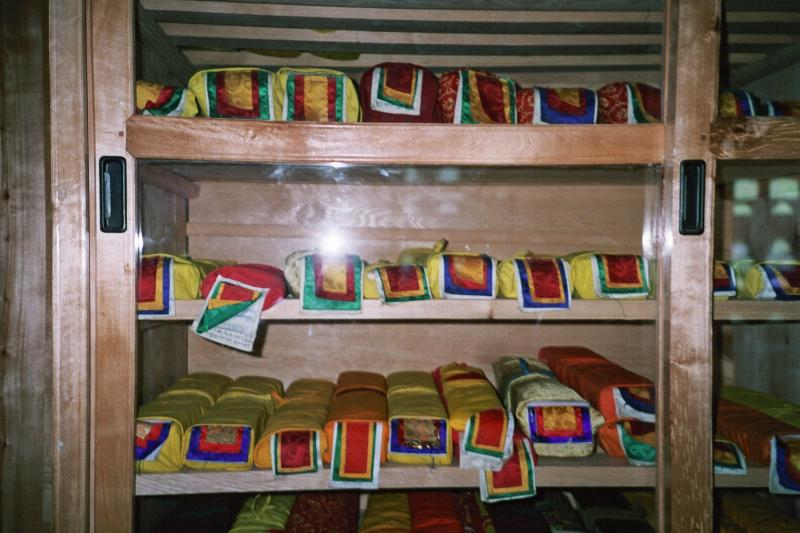
Gli interni della Biblioteca.

Fondata nel 1967 e costruita nello stile di un tempio tradizionale, la Biblioteca Nazionale ospita molti antichi testi dzonghka e tibetani. È stato progettato come "un importante deposito scritturale e una struttura di ricerca dedicata alla conservazione e alla promozione del ricco patrimonio letterario, culturale e religioso" del Bhutan. L'edificio è riccamente decorato e si dice che rappresenti la migliore architettura del Bhutan. Al piano terra di questo edificio, tra le collezioni di grande valore, c'è un libro ritenuto il più pesante del mondo, del peso di 59 kg, noto come "Bhutan: un'Odissea visiva nell'ultimo regno dell'Himalaya" (in inglese "Bhutan: a Visual Odyssey Across the Last Himalayan Kingdom"). Qui sono conservati anche libri tradizionali e manoscritti storici scritti in stile tibetano. La biblioteca ospita anche una vecchia macchina da stampa usata per stampare libri e bandiere di preghiera. La biblioteca è inoltre visitata dai devoti come segno di adorazione in quanto custodisce libri sacri e immagini dei personaggi più importanti della storia religiosa e civile del Bhutan.

### Musica

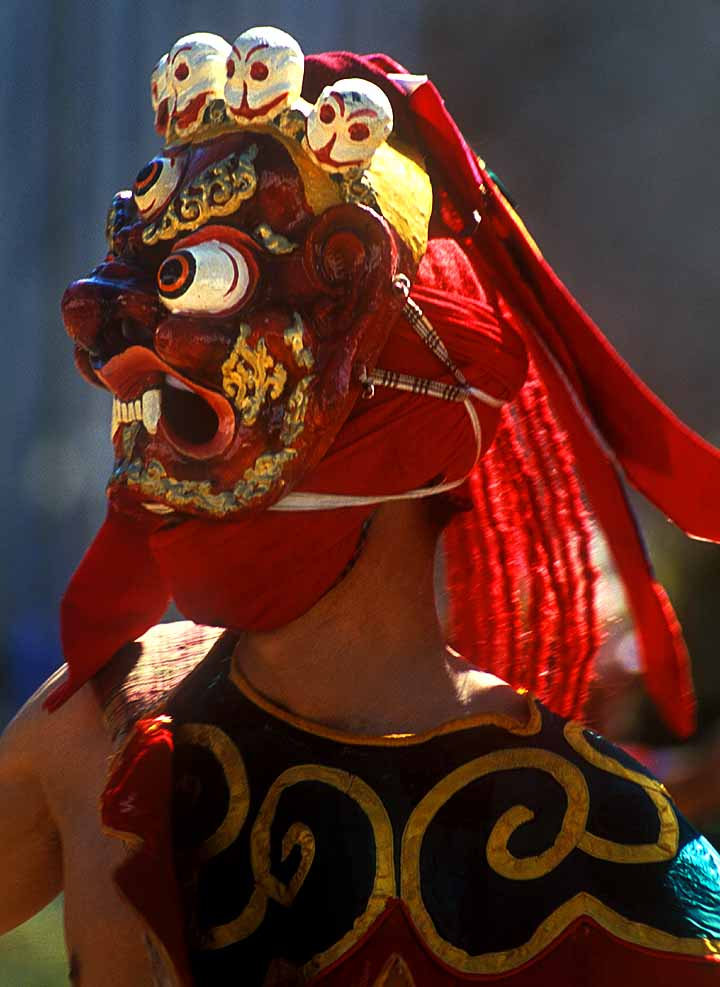
Una tipica danza cham eseguita in occasione dello tshechu di Thimphu.

La musica del Bhutan annovera generi tradizionali come zhungdra e bödra. L'influenza del buddismo Drukpa e della musica buddhista sulla cultura bhutanese è importante. Molte canzoni popolari e stili di canto sono derivati dalla musica Drukpa. Nel XVII secolo, durante il regno di Zhabdrung Ngawang Namgyal (1594-1652), si svilupparono le prime forme di danza cham. Gli strumenti che risalgono a questo periodo sono il lingm, il dramyin e il chiwang. La musica rigsar è diventata popolare a Thimphu e in Bhutan e viene eseguita su pianoforte elettrico e sintetizzatore. È, tuttavia, una fusione di tradizionali melodie bhutanesi e tibetane ed è anche influenzata dalla musica hindi.
Per promuovere la musica in Bhutan, a Thimphu sono state fondate due scuole di musica, ovvero la Kilu Music School e la scuola di musica himalayana. La Kilu Music School, fondata nel marzo 2005, è la prima del suo genere a Thimphu e prevede corsi in cui agli studenti vengono insegnate le nozioni e la competenze basilari in campo musicale.
Kheng Sonam Dorji, nato nel villaggio di Kaktong (Distretto di Zhemgang), è un rinomato e impegnato musicista, cantante e compositore che risiede a Thimphu. Suona diversi strumenti originari del Bhutan e dell'India. I suoi contributi alla cultura del Bhutan includono una serie di album rigsar di successo e le colonne sonore del popolare film bhutanese Maghi e viaggiatori, scritto e diretto da Khyentse Norbu.
Tshechu di Thimphu
A Thimphu si tiene lo tsehchu più importante del Bhutan e vede la partecipazione della famiglia reale. Lo tshechu è una festa religiosa celebrata con balli in maschera per celebrare personaggi ed eventi fondamentali del Buddhismo.

### Cinema

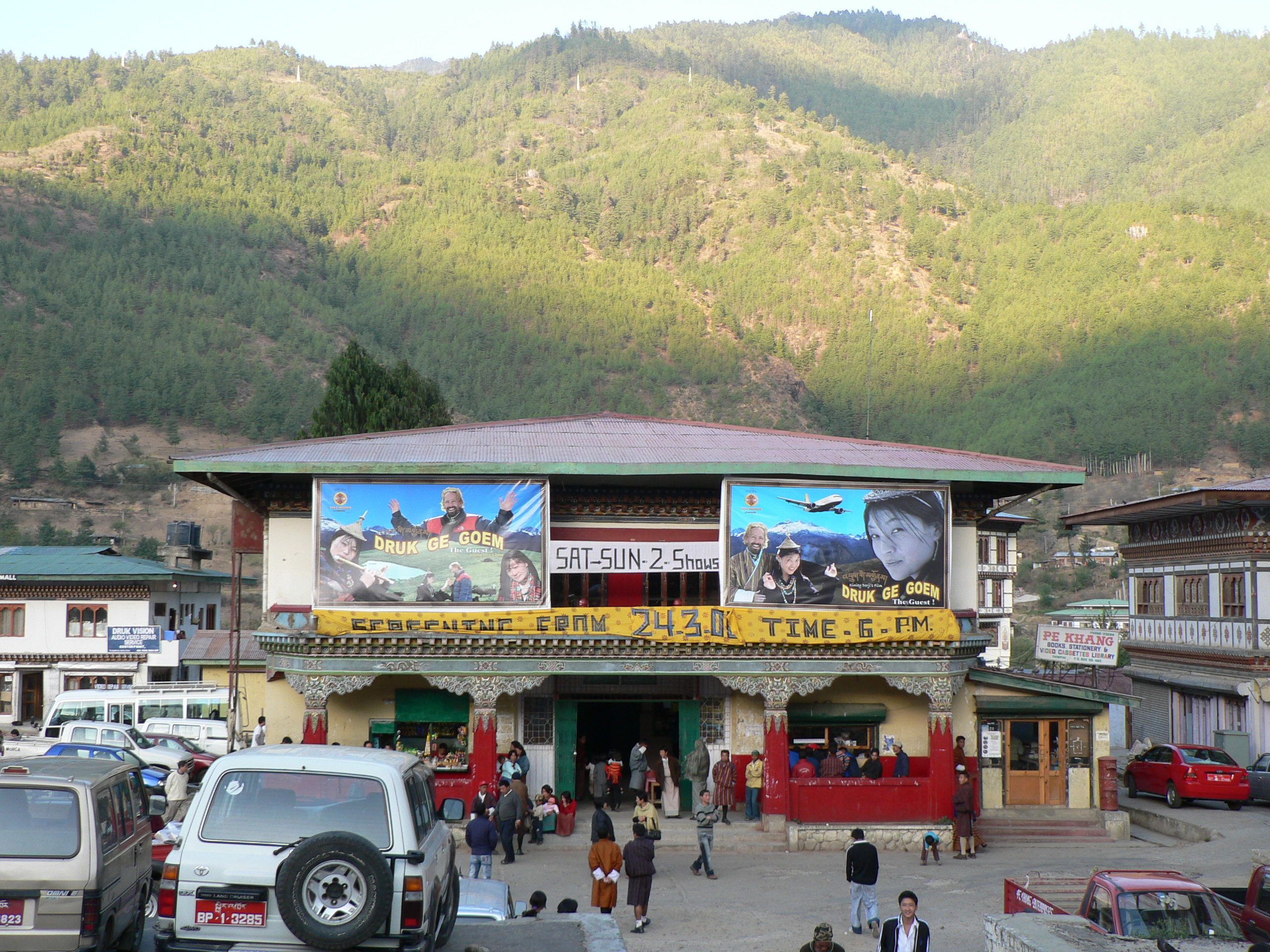
Il Luger Cinema Hall, l'unica sala cinematografica della capitale bhutanese.

I film realizzati in Bhutan sono pochissimi. L'unica sala cinematografica di Thimphu, la Luger Cinema Hall, proietta film bhutanesi e hindi; occasionalmente vengono proiettati anche film in inglese o altre lingue straniere.

### Arte

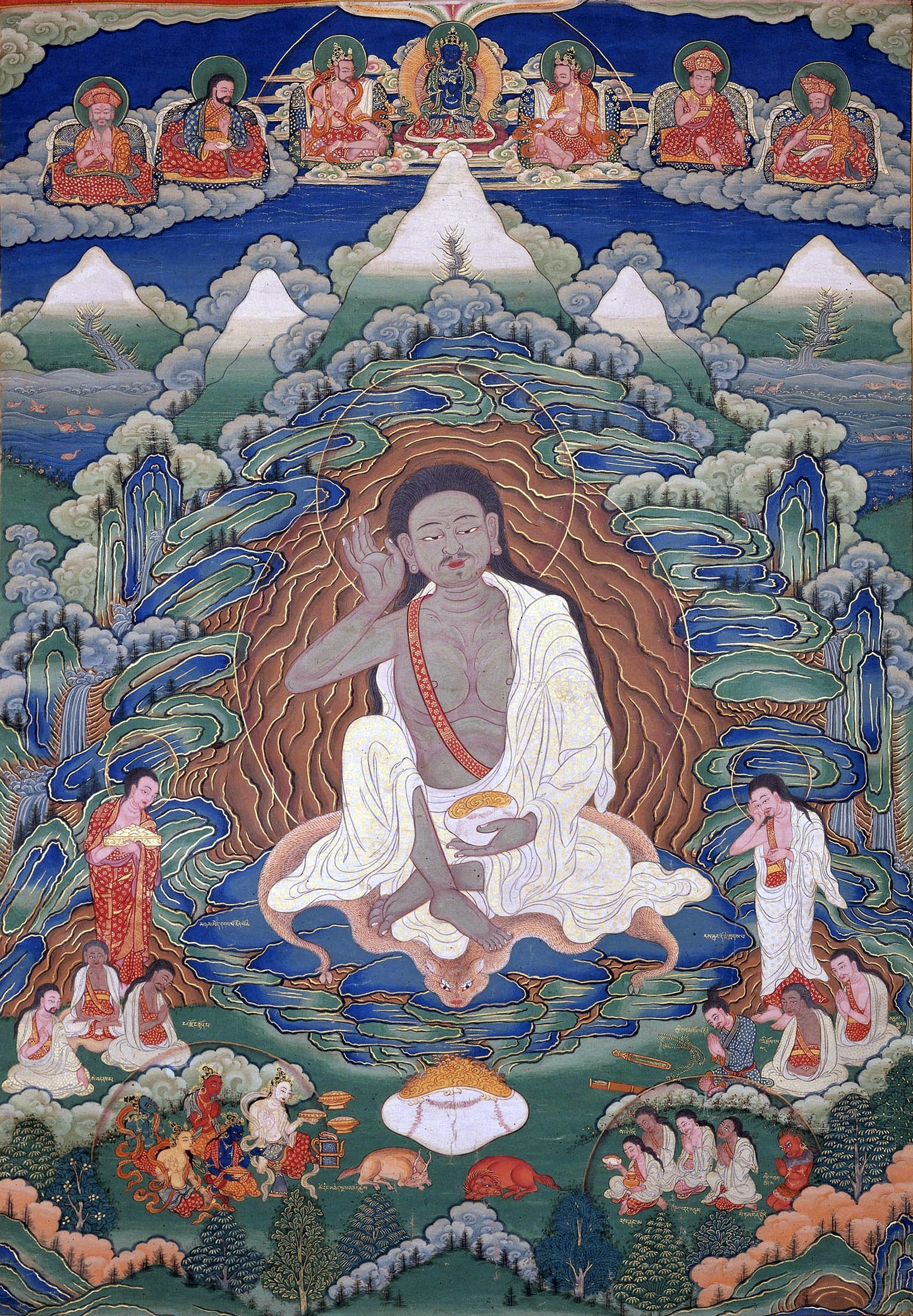
Un thangka rappresentante Milarepa in un monastero di Thimphu.

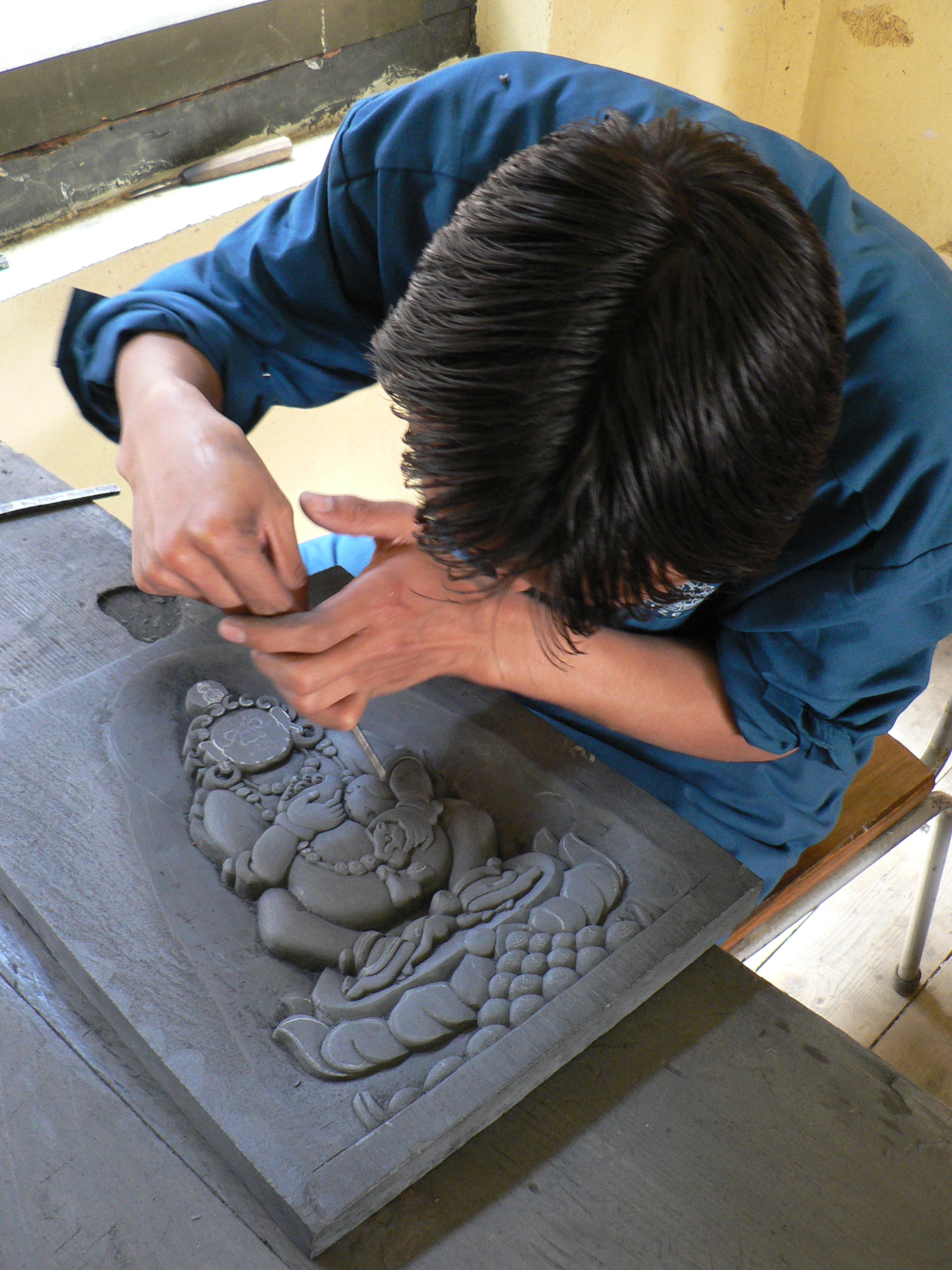
Una lezione di intaglio dell'ardesia all'Istituto Zorig Chusum.

Le arti tipiche di Thimphu e di altri luoghi del Bhutan includono tessuti, dipinti, sculture, lavorazione della carta, sculture in legno, fabbricazione di spade e stoffe, artigianato di bambù, produzione di gioielli.
Zorig Chusum
L'Istituto Nazionale Zorig Chusum è il centro per l'educazione artistica bhutanese. È stato istituito dal governo del Bhutan con l'unico obiettivo di preservare la ricca cultura e tradizione del Bhutan, oltre che formare gli studenti che lo frequentano a tal fine. La pittura è l'argomento principale di studio dell'istituto, che prevede 4-6 anni di formazione in forme d'arte tradizionali bhutanesi. I curricula coprono un corso completo di disegno, pittura, intaglio del legno, ricamo e realizzazione di statue. Qui si realizza buona parte delle sculture di Buddha presenti nel paese.
Artigianato e manufatti
C'è un grande emporio gestito dal governo vicino all'Istituto Nazionale Zorig Chusum, che si occupa di artigianato locale, arti tradizionali e gioielli; qui si possono acquistare anche gho e kira, rispettivamente l'abito nazionale maschile e quello femminile. La città ha molti altri empori di proprietà privata che si occupano di thangka, dipinti, maschere, ottoni, gioielli antichi, tavoli di lama dipinti noti come choektse, tamburi, violini tibetani e così via. L'emporio Zangma Handicrafts, in particolare, vende oggetti di artigianato realizzati nell'Istituto Zorig Chusum.

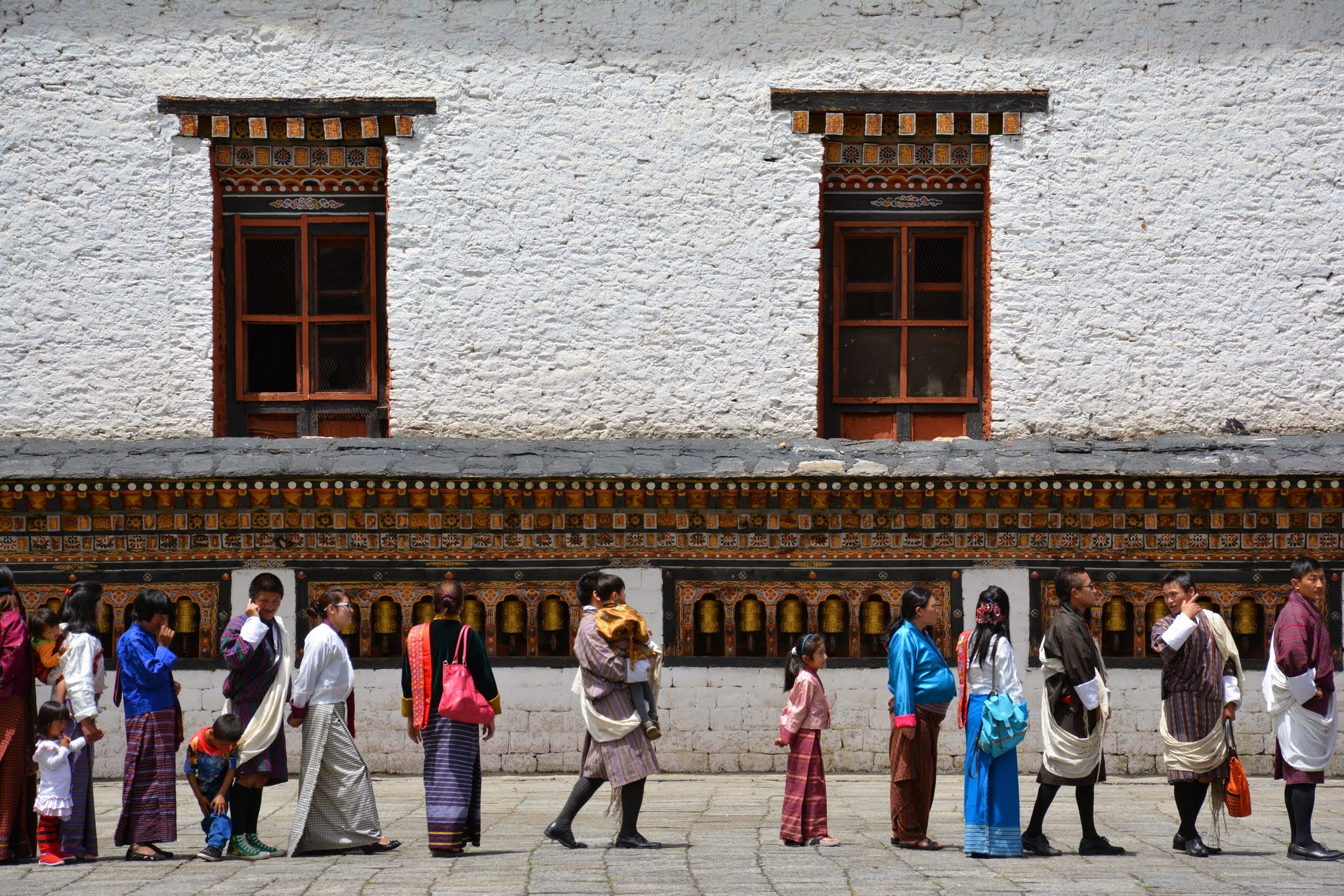
Uomini e donne in abiti tradizionali per le strade di Thimphu.

### Media
Il Bhutan Broadcasting Service è stato istituito nel 1973 per le trasmissioni radio. È gestito dal governo del Bhutan. Le trasmissioni televisive e i canali satellitari sono stati lanciati nel 1999, durante l'incoronazione del quarto re del Bhutan. Il Bhutan è stato quindi l'ultimo paese al mondo ad introdurre la televisione. Come parte del programma di modernizzazione del re, la televisione via cavo fu introdotta poco dopo. Nel 2002, c'erano 42 canali TV trasmessi da due operatori via cavo.
Kuensel fu il primo quotidiano bhutanese, fondato a Thimphu come bollettino governativo nel 1965, per poi diventare un settimanale nazionale nel 1986 ed è stato l'unico giornale in Bhutan fino al 2006, quando sempre a Thimphu furono fondati altri due giornali, il Bhutan Times e il Bhutan Observer. Kuensel, che inizialmente era di proprietà del governo, divenne un giornale a gestione autonoma. Kuensel oggi ha edizioni in inglese, in nepalese e in dzongkha.

## Economia

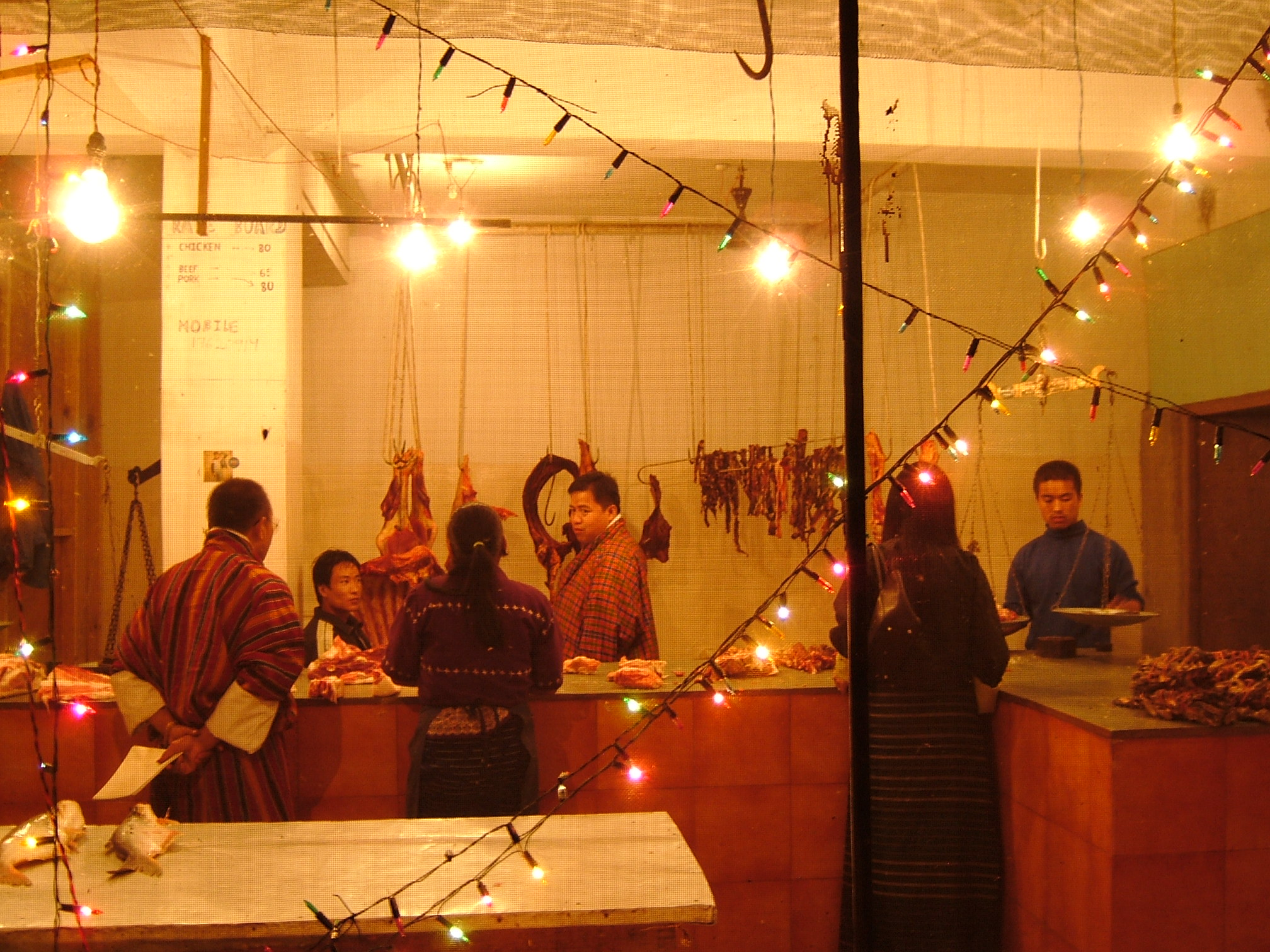
Gli interni di un negozio tipico di Thimphu.

Thimphu, in virtù del suo ruolo di centro politico del Bhutan e di sede del governo centrale, ha un'economia molto vivace.
Un mercato mattutino si svolge nella piazza centrale durante i fine settimana. Questi sono gli unici giorni in cui gli abitanti di Thimphu possono acquistare frutta e verdura fresca. Gli abitanti si affidano ai supermercati per altre provviste durante la settimana. Il mercato vende anche burro di yak, formaggio, ciotole di legno e tessuti. Qui si può trovare anche un certo numero di souvenir economici dal Nepal. Dietro il mercato aperto, diversi negozi vendono stoviglie cinesi, bengalesi, elettrodomestici, scarpe, sete e tappeti.

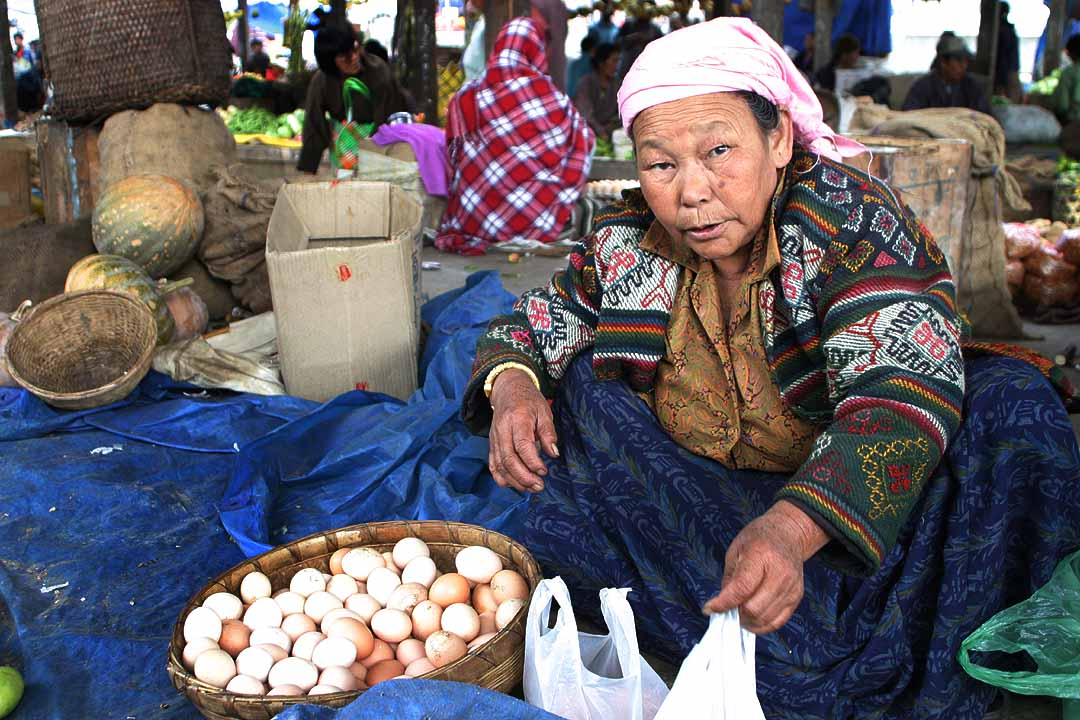
Mercato tipico di Thimphu.

La Loden Foundation, il primo ente di beneficenza registrato del Bhutan, ha sede a Thimphu dal 2007. È gestita da un consiglio di amministrazione composto da cittadini di spicco ed ha un gruppo di lavoro anche nel Regno Unito. L'organizzazione è stata creata per sostenere l'istruzione e promuovere l'apprendimento e l'imprenditorialità in Bhutan e in altre aree himalayane e per promuovere la cultura e la religione bhutanesi in altre parti del mondo.

### Turismo
Inizialmente, quando il Bhutan si aprì al turismo nel 1974, a Thimphu fu istituita la Corporazione Turistica di proprietà del governo per incoraggiare e organizzare tour individuali e di gruppo verso destinazioni di importanza culturale in Bhutan. Questa organizzazione fu privatizzata nel 1994 e denominata Bhutan Tourism Development Corporation. La società possiede e gestisce anche alberghi e strutture turistiche in tutti i principali centri turistici del Bhutan.
Thimphu non ha una vivace vita notturna, ma il numero di locali notturni e sale da biliardo per i giovani sta crescendo rapidamente. Tra questi, spicca l'Om Bar, luogo di ritrovo delle élite imprenditoriali.

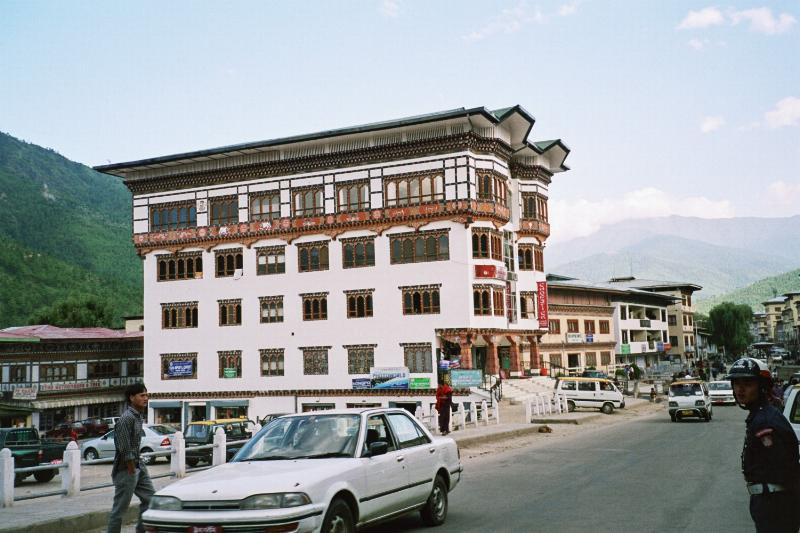
Una strada di Thimphu.

La strada principale, Norzim Lam, contiene un numero di negozi e piccoli alberghi e ristoranti. Il Museo del Tessuto del Bhutan, la Biblioteca Nazionale, il Peling Hotel, il Wangchuck Hotel, il Chang Lam Plaza, l'Art Cafe, il Khamsa Cafe, la Swiss Bakery, la Yeedzin Guest House, il ristorante indiano di Mid-Point, il ristorante Benez, il ristorante bhutanese e il campo sportivo sono tra i luoghi turistici più importante in quest'area di strada. Altri hotel degni di nota della zona includono l'elegante Druk Hotel, la Druk Sherig Guesthouse, l'Hotel Jumolhari (noto per la sua cucina indiana), l'Hotel Dragon Roots (fondato nel 2004) e l'Hotel Senge. Vicino alla piazza principale si trova un orologio decorato con draghi, ora sede di un teatro all'aperto, oltre a negozi di arte e artigianato e al supermercato Tashi. Nell'edificio di fronte al vecchio cinema ci sono un ristorante cinese e negozi di trekking. Alcuni dei negozi di alimentari come Sharchopa sono noti per i loro formaggi.
La strada Drentoen Lam si trova al largo della strada principale e ospita l'ufficio postale, oltre a banche, uffici e negozi di musica. La strada di Doebum Lam corre parallela al principale Norzim Lam e ospita anche la Camera di Commercio, il Dipartimento del Turismo e gli edifici del Ministero del Commercio. Nel 2006 è stato aperto un nuovo distretto commerciale tra Doebum Lam e Norzim Lam, che comprende il complesso commerciale Zangdopelri, il Phuntsho Pelri Hotel e Seasons, un ristorante italiano.

## Geografia antropica

### Suddivisioni amministrative
La città di Thimphu, originatasi dall'unione dei villaggi nella medesima valle, oggi è suddivisa in 12 distretti.

#### Changangkha
Changangkha è un distretto centro-occidentale, situato tra Chubachu e Motithang. Qui sorge il Changangkha Lhakhang. Il Tempio di Changangkha è uno dei più antichi di tutta la valle e fu fondato da Phajo Drugom Zhigpo, fondatore del Lignaggio Drukpa in Bhutan, e successivamente ampliato da suo figlio Nyima nel XIII secolo. Al suo interno l'edificio ospita una statua di Avalokiteśvara dalle mille braccia e una grande ruota della preghiera. Il tempio subì delle operazioni di restauro tra il 1998 e il 1999.

#### Changzamthok
Changzamthok è un distretto a sud del centro urbano, confinante con l'Hospital Area a ovest e il Raidāk a est.

#### Chubachu
Chubachu è il distretto centrale. Confina con il Raidāk a est e con Changangkha e Motithang a ovest. Sulle rive del fiume si tiene solitamente un mercatino nel weekend. Ad ovest il distretto è attraversato dalla Norzin Lam, strada che funge da confine con Motithang. Chubachu ospita il Museo del Tessuto del Bhutan e la Biblioteca Nazionale del Bhutan.

#### Hospital Area
Anche l'Hospital Area è al centro di Thimphu. Situato a sud del Chörten commemorativo di Thimphu, come suggerisce il nome stesso è l'area ospedaliera della capitale bhutanese, sede tra l'altro del quartier generale della Polizia Reale Bhutanese. La Gongphel Lam è la strada che la divide da Changzamthok.

#### Jungshina
Jungshina è un distretto nel nord della città, sede del monastero di Wangduetse Gompa.

#### Kawangjangsa

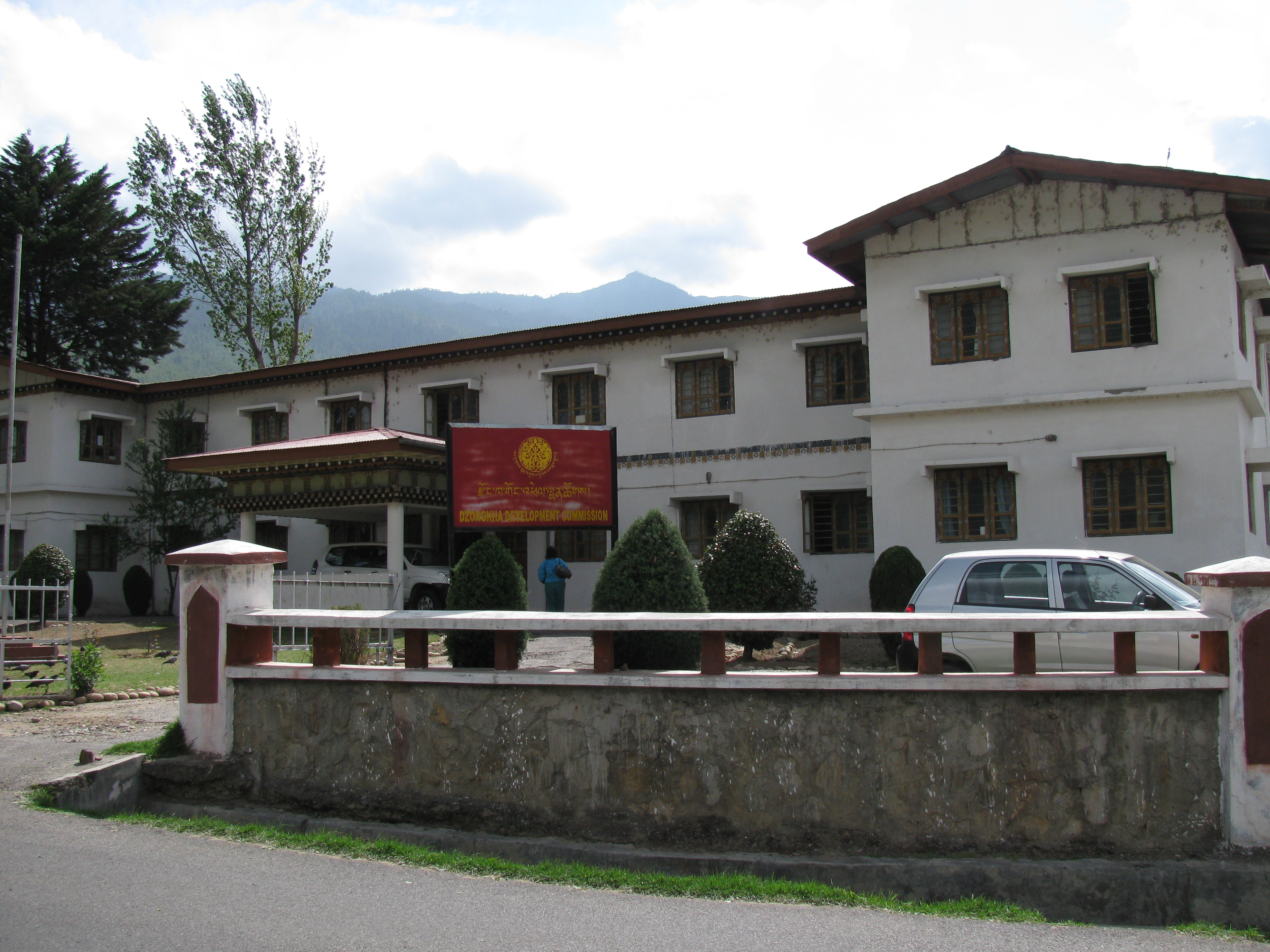
La sede della Dzongkha Development Commission a Kawajangsa.

Kawangjangsa (scritto anche "Kawajangsa") è un distretto occidentale, a nord di Motithang. L'Istituto di Medicina Tradizionale, l'Istituto Zorig Chusum, il Museo del Patrimonio Popolare e gli uffici della Bhutan Telecom hanno sede qui. Nel distretto vi sono anche le sedi del WWF Bhutan, impegnato nella salvaguardia della flora e della fauna locali, e della Dzongkha Development Commission, organismo che si occupa della tutela dello dzongkha, lingua ufficiale del Bhutan.

#### Langjupakha

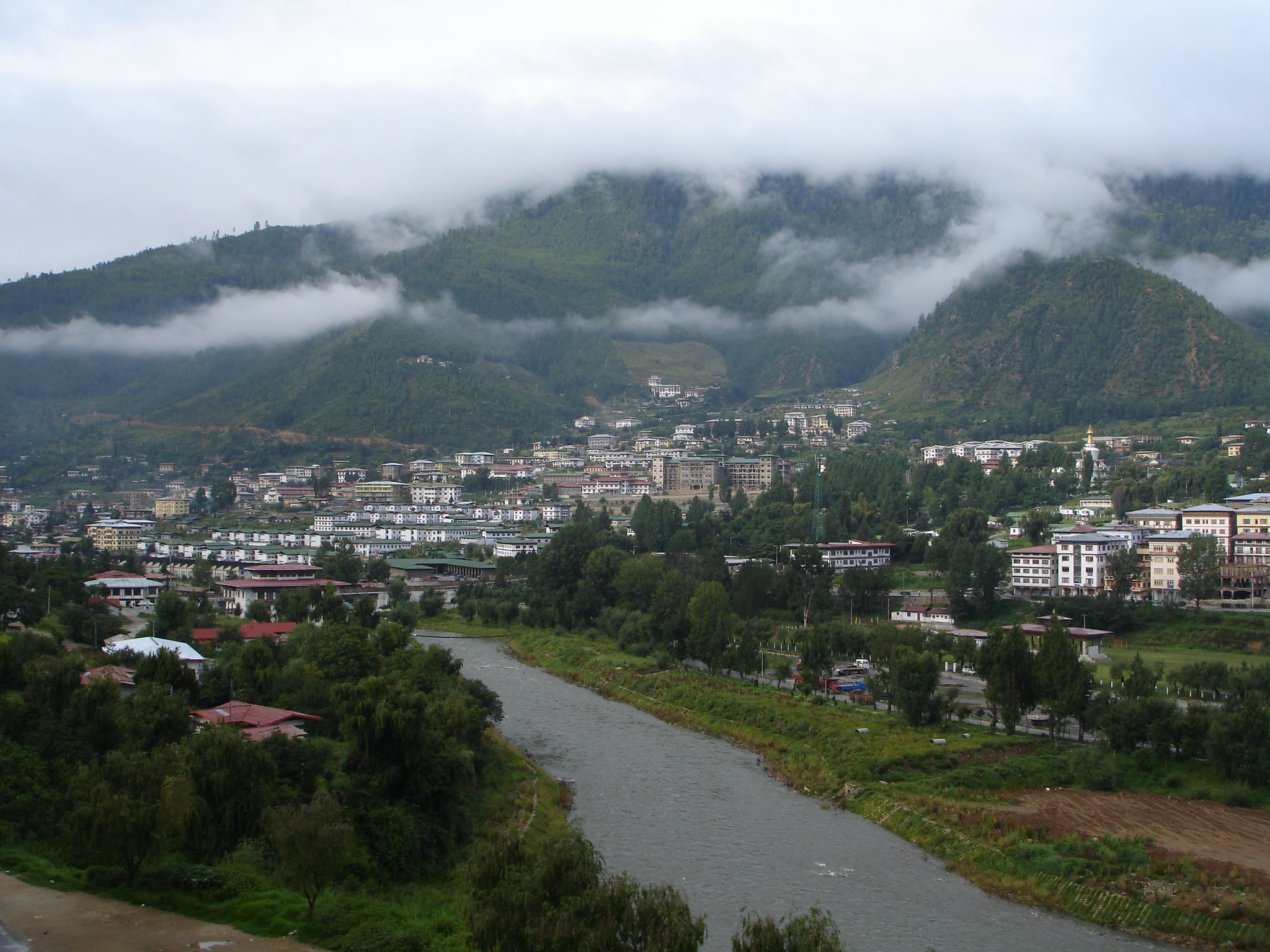
Thimphu vista dalla parte sud di Langjupakha.

Langjupakha è un quartiere nord-orientale di Thimphu. Situato sulla riva orientale del Raidāk, ospita la Royal Banquet Hall, l'edificio della SAARC, l'Assemblea nazionale e il Centro per gli Studi del Bhutan.
L'edificio del SAARCC a Thimphu fu costruito all'inizio degli anni 1990 allo scopo di tenere le conferenze SAARC (Associazione Asia Sud-orientale per la cooperazione regionale). Questa elegante struttura si basa su una fusione tra l'architettura tradizionale bhutanese e quella moderna, con tanto di strutture high tech. Attualmente ospita i Ministeri della Pianificazione e degli Affari Esteri. L'Assemblea Nazionale, che fino al 1993 si teneva nel Tashichoedzong, si tiene ora in questo edificio due volte l'anno in una sala riunioni elaboratamente decorata alla fine di due lunghi corridoi decorati.

#### Motithang
Motithang è un quartiere nord-occidentale di Thimphu. Il fiume Chubachu divide il distretto da Kawajangsa più a nord, mentre il distretto di Chubachu si trova ad est.
Il suo nome significa "il prato delle perle", nonostante l'area si sia sviluppata come zona residenziale solo negli anni 1980, in seguito alla fondazione iniziale del Motithang Hotel nel 1974, in occasione dell'incoronazione di Jigme Singye Wangchuck. All'epoca, l'hotel era situato in mezzo alla foresta, separato dalla città da terreni agricoli, ma oggi quest'area è cresciuta con case e giardini.
Oltre al Motithang Hotel, il quartiere ospita la Commissione nazionale per gli affari culturali, uffici dell'UNICEF e diversi negozi di alimentari, compreso il supermercato di Lhatshog.
Qui ha sede anche una riserva per la protezione di takin, animale simbolo del Paese, la Riserva dei takin di Motithang.

#### Sangyegang
Sangyegang è un distretto occidentale, a nord del fiume Chubachu ma a sud di Zilukha. Ospita la Sangyegang Telecom Tower e un campo da golf a est che si espande a nord verso Zilukha.

#### Yangchenphug

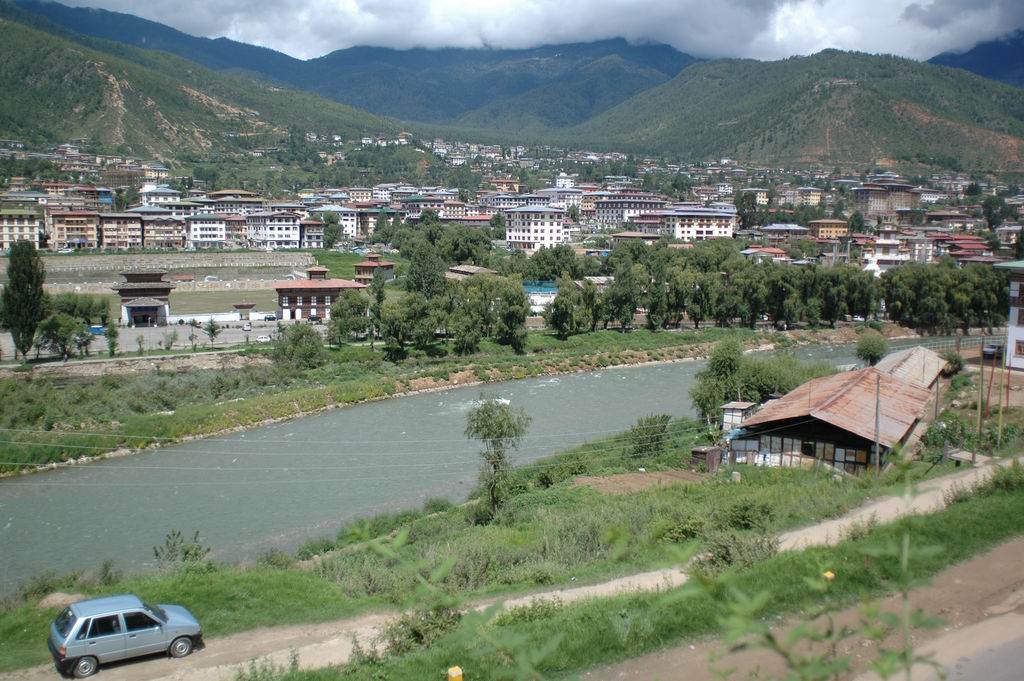
Thimphu vista da Yangchenphug.

Yangchenphug è un distretto orientale, situato oltre il fiume Raidāk rispetto al centro della città e contiene la Scuola Media Lungten Zampa e la Scuola Yangchenphug. La strada principale è la Dechen Lam, che segue la linea del fiume e collega il distretto a Zamazingka nel sud.

#### Zamazingka
Zamazingka è un quartiere orientale, situato oltre il fiume Raidāk rispetto al centro della città. La strada principale è Dechen Lam, che segue la linea del fiume e collega il distretto a Yangchenphug nel nord e continua fino ad arrivare alla città di Paro.

#### Zilukha
Zilukha è un distretto settentrionale, situato tra Jungshina a nord e Sangyegang a sud. Da qui si vede benissimo il maestoso Tashichoedzong. Un campo da golf si estende su gran parte del distretto.

### Urbanistica
Thimphu fu scelta come capitale del Bhutan nel 1952, ma a livello ufficiale lo divenne solo nel 1961. Fino a quel momento essa di fatto consisteva in una manciate di case costruite intorno al Tashichoedzong. La città si è espansa lentamente negli anni lungo le rive del fiume, verso l'alto. Il boom della crescita urbana si verificò solo dopo l'apertura del paese verso l'estero, avvenuta negli anni 1970. Oggi la città offre tutti i servizi necessari, come ampie strade con la polizia stradale che controlla il traffico, banche, hotel e ristoranti, istituzioni di arte, cultura, media, sport, oltre ai tradizionali dzong, monasteri e chörten. Di conseguenza, il valore immobiliare di diversi edifici in città è aumentato considerevolmente.
L'area residenziale della città costituisce il 38,3% della superficie totale. Nella zona non residenziale, il 9,3% della città è costituito da edifici amministrativi, il 4% da stabilimenti commerciali, il 10,1% da strutture sanitarie, educative o istituzionali, il 2% da stabilimenti industriali e il 3,8% dalla sicurezza. Il restante 32,5% della superficie costituisce spazi aperti dispersi con terreni liberi, che devono essere preservati in qualsiasi pianificazione futura.

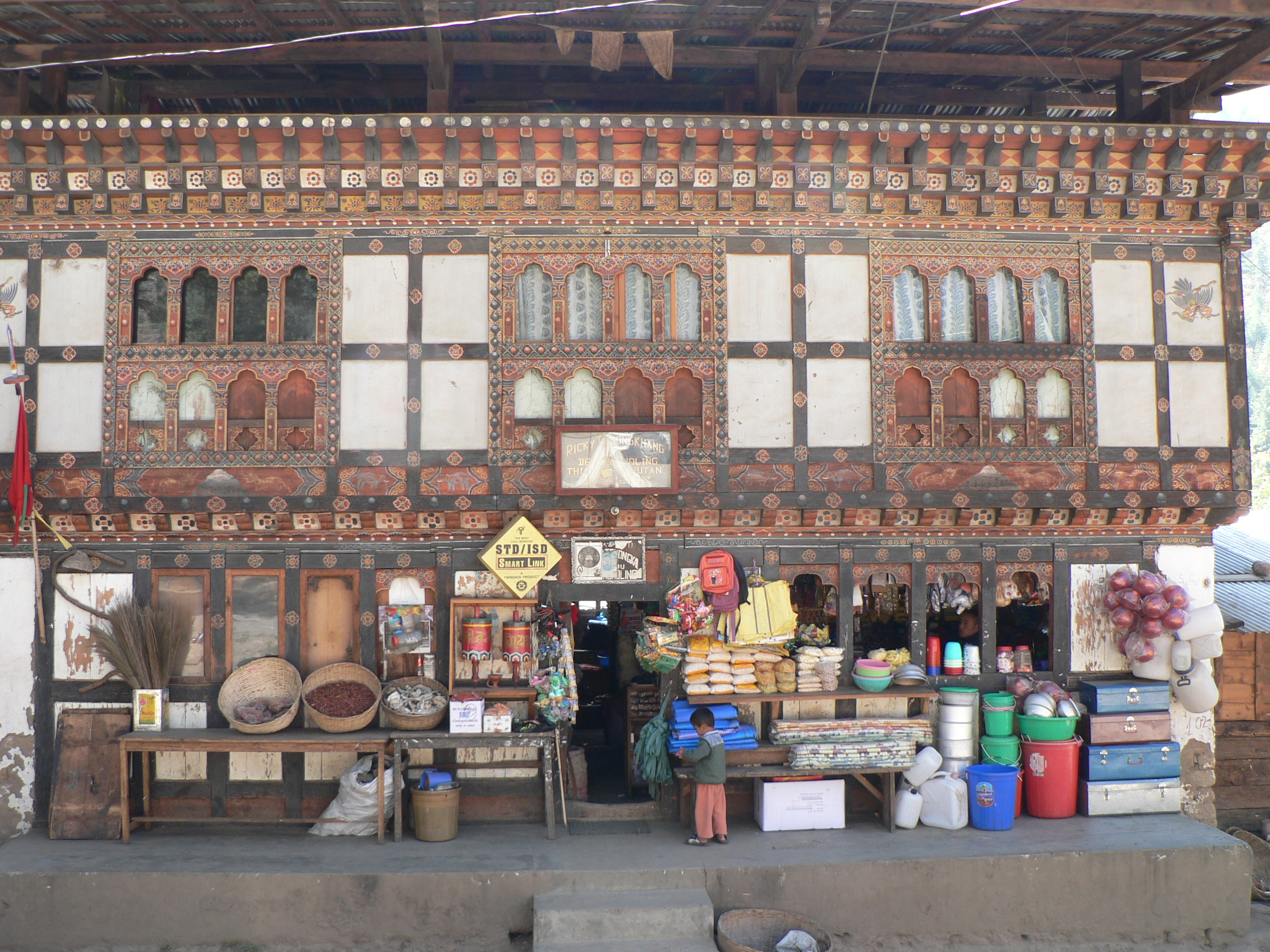
Negozi di un mercato di Thimphu.

Il Thimphu Structure Plan è un moderno piano di sviluppo urbano per la città di Thimphu, sviluppato per la prima volta nel 1998 e periodicamente aggiornato, con l'obiettivo di proteggere la fragile ecologia della valle in cui sorge la città, compresi i suoi fiumi e le sue foreste. Questa pianificazione è stata resa necessaria dall'aumento delle automobili e dalla pressione sulle infrastrutture sanitarie pubbliche nel centro della città, dalle restrizioni imposte sulla copertura della trama e dalle altezze degli edifici. Il piano è stato approvato dal Consiglio dei ministri nel 2003. Un organismo eletto, la Thimphu Municipal Corporation, sta attuando il piano, elaborato dall'architetto americano Christopher Charles Benninger. I costi di realizzazione sono stimati in più di $1 miliardo una volta completato. I fondi per l'attuazione del piano sono forniti dalla Banca Mondiale e dall'Asian Development Bank. Ci sono alcune aree contese tra proprietari terrieri e gli stakeholder, che hanno portato la Banca Mondiale e l'Asian Development Bank a richiedere al Ministero delle Opere e degli insediamenti umani (MOWHS) di risolvere le questioni attraverso un processo che porti ad un accordo tra le parti, prima dell'erogazione di ulteriori fondi.
Nell'attuale piano di sviluppo, la cui scadenza è prevista per il 2027, gran parte della città sarà costituita da zone pedonali senza auto con marciapiedi, piazze, giardini, bar e mostre, con il traffico automobilistico limitato alle zone periferiche della città. Lungo il corso del fiume saranno realizzati parchi e marciapiedi e non sarà consentita alcuna costruzione entro 30 metri da un fiume o da un ruscello. Gli autori del piano hanno anche annunciato che la regola secondo cui gli edifici devono essere costruiti seguendo gli schemi dell'architettura tradizionale del Bhutan, spesso violata in passato, sarebbe stata applicata più severamente. Si prevede inoltre che entro la scadenza del piano la popolazione urbana sarà arrivata a circa 162.000 abitanti.

### Espansione urbana

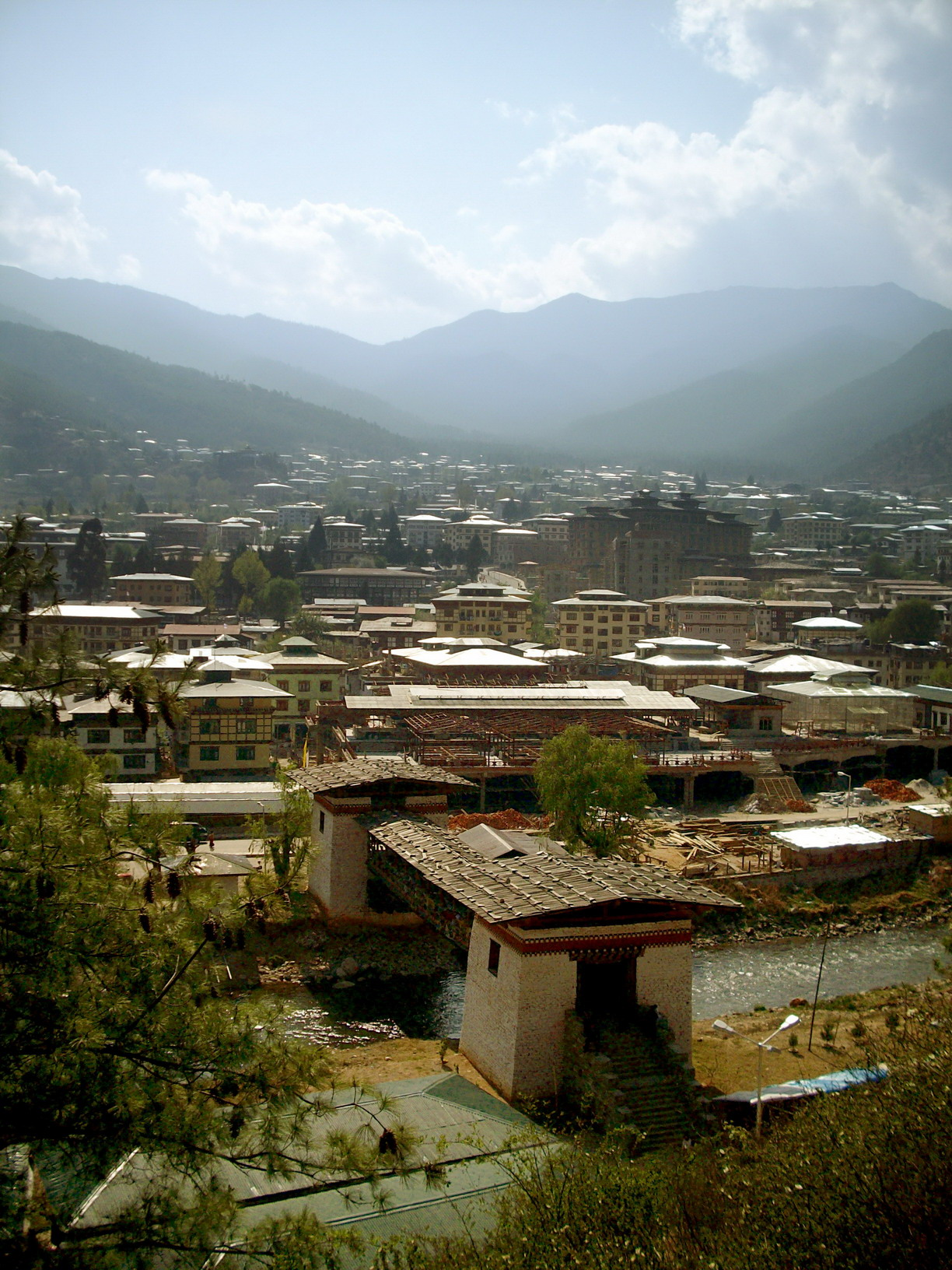
L'espansione urbana di Thimphu.

Dalla sua proclamazione come capitale del Bhutan, Thimphu ha conosciuto un'espansione prima lenta e poi accelerata, soprattutto dopo l'apertura del paese al resto del mondo nel 1974 in seguito all'incoronazione del quarto re, Jigme Singye Wangchuck, alla presenza dei media internazionali, che parlarono di "debutto del Bhutan sulla scena mondiale". In generale, i sistemi naturali della città si suddividono in tre categorie: naturale vero e proprio (foresta, copertura arbustiva, fiume e spartiacque), agricolo (frutteti, risaie, pascoli) e ricreativo (spazi aperti pubblici, parchi, stadio).
L'espansione urbana oggi è regolata secondo un piano di sviluppo strutturato per il 2027. Gli edifici continueranno a essere costruiti per conservare l'antica cultura e gli stili architettonici bhutanesi tradizionali, ma con una miscela di elementi moderni, soddisfacendo le esigenze dell'amministrazione nazionale e locale e tutti i servizi civili di base come strade, approvvigionamento idrico e drenaggio, ospedali, scuole e collegi, reti elettriche, centri media e così via. I monumenti o edifici di nota sono il tentacolare Tashichoedzong, centro del Governo del Bhutan nonché centro monastico, il chörten commemorativo di Thimphu e l'Assemblea nazionale. Il Palazzo del Re, situato a nord della città e noto come Palazzo Dechencholing, è una struttura imponente che offre una grande veduta aerea della città.
La rapida espansione risultante dall'esodo rurale ha comportato una considerevole ricostruzione nel centro della città e il proliferare dello sviluppo suburbano altrove. Norzin Lam, l'arteria principale recentemente ristrutturata, è fiancheggiata da negozi, ristoranti, sale giochi e edifici pubblici.
All'interno dell'area centrale della città, c'è un mix di palazzi di appartamenti, piccole case famiglia e negozi a conduzione familiare. Per regolamento, tutti gli edifici devono essere progettati in stile tradizionale con dipinti e motivi buddisti. Un vivace mercato del fine settimana che si tiene vicino al fiume vende carne, verdure e articoli turistici. Thimphu ha un numero crescente di servizi commerciali e uffici, che rispondono alle crescenti esigenze locali.

## Amministrazione

### Amministrazione della città
L'amministrazione della città di Thimphu è sotto la responsabilità della Thimphu Municipal Corporation (TMC), istituita nel 1995 attraverso un regio decreto. Divenne una società autonoma nel 1999, in seguito alla promulgazione dell'Atto Municipale del 1999. La sua sede principale si trova nel quartiere di Lungtenzampa. La società è diretta da un sindaco (attualmente Dasho Nima Wangdi) che si chiama Thrompon in lingua dzongkha. Il sindaco è nominato dal Ministero delle Opere e degli insediamenti umani (MoWHS, Ministry of Works and Human Settlement). Un comitato esecutivo composto da 17 membri governa la società; 8 membri sono eletti e 7 membri vengono nominati da organizzazioni governative e si incontrano ogni 6 settimane. Al fine di fornire servizi senza un eccessivo dispendio economico, la TMC ha di recente aperto alla privatizzazione dei servizi pubblici, in particolare per quanto riguarda l'approvvigionamento idrico, i rifiuti solidi, la rete fognaria e il parcheggio.

### Ordine pubblico

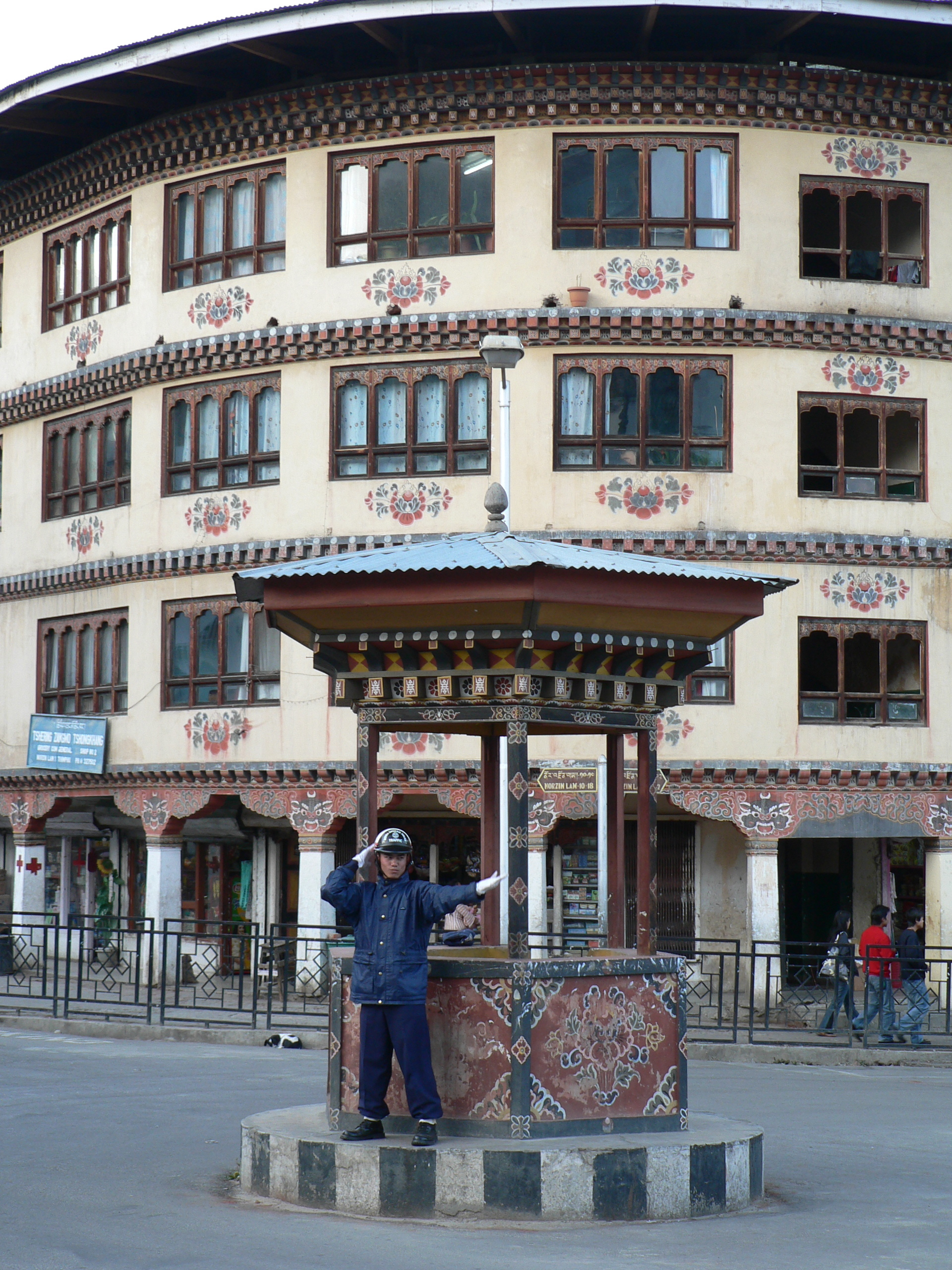
Un vigile urbano in una rotonda del centro di Thimphu.

Il controllo dell'ordine pubblico è di competenza della Royal Bhutan Police (RBP), una divisione di polizia nazionale delle forze armate che garantisce la sicurezza per le strade non solo di Thimphu, ma di tutto il paese. Oltre al mantenimento dell'ordine pubblico, anche la gestione del traffico e la prevenzione della criminalità sono di competenza della RBP. Inoltre, il 19 settembre 2005 il Bhutan è diventato membro dell'Interpol, il cui ufficio centrale a livello nazionale è situato presso la sede centrale della RBP a Thimphu.
Il RBP è diretto da un capo della polizia che è sotto il controllo del Ministero degli affari interni e culturali. È assistito da un vice capo della polizia. Il quartier generale del RBP è diviso in tre rami direttamente sotto il capo della polizia.

### Assistenza sanitaria
L'assistenza sanitaria di base è fornita gratuitamente a tutti i cittadini in Bhutan. Nel paese sono assenti cliniche private né ci sono medici autorizzati ad eseguire prestazioni private. Ogni cittadino ha diritto all'assistenza gratuita, ma ciò vale anche per i turisti stranieri che necessitino di assistenza medica. A Thimphu il principale centro di assistenza medica è l'Ospedale Nazionale Jigme Dorji Wangchuck. Molto praticata è anche la cosiddetta medicina popolare: l'Istituto di medicina tradizionale è stato istituito a Thimphu per promuovere queste cure mediche a base di erbe ampiamente praticate nelle zone rurali del Bhutan.
Ospedale Nazionale Jigme Dorji Wangchuck
L'Ospedale Nazionale Jigme Dorji Wangchuck (in inglese Jigme Dorji Wangchuck National Referral Hospital) di Thimphu è stato fondato nel 1972 ed è il principale ospedale del Bhutan. Esso offre cure mediche di base gratuite nonché interventi chirurgici avanzati e servizi di emergenza a cittadini di tutto il paese. L'ospedale fornisce inoltre sofisticati servizi di valutazione e gestione della salute nel paese e dispone di strutture di apparecchiature per diagnosi di tomografia computerizzata e di imaging a risonanza magnetica, oltre che di laboratori molto avanzati per la ricerca. L'ospedale ha una biblioteca con molti libri di testo di medicina contemporanea. L'ospedale è uno dei cinque centri di assistenza medica di Thimphu.
Istituto di Medicina Tradizionale
L'Istituto di Medicina Tradizionale è stato istituito nel 1979 con l'aiuto dell'Organizzazione mondiale della sanità (OMS) per sviluppare e diffondere la medicina erboristica bhutanese, che è stata usata dalle popolazioni rurali del Bhutan per molti secoli. L'Istituto è situato su un promontorio montuoso sopra la città di Thimpu. Tradizionalmente, la medicina bhutanese è stata influenzata dalla medicina tradizionale tibetana e anche da alcuni aspetti dell'Ayurveda, in particolare i "Tre umori della bile, del vento e del flegma" che "dettano lo stato della nostra salute fisica e spirituale". L'istituto è gestito da scienziati che affermano di aver sviluppato una "miscela di cinque erbe che potrebbero" possedere poteri spermogenitici" (una specie di Viagra a base di erbe). L'erba principale usata è indicata come Ophiocordyceps sinensis (fungo bruco), i cui boccioli sono facilmente reperibili sulle alture del Bhutan.

### Gemellaggi
Thimphu è gemellata con una sola città.
- Manokwari (Indonesia)

## Infrastrutture e trasporti

### Strade
La disposizione e la posizione delle strade cittadine a Thimphu sono dettate dalla sua topografia unica. La maggior parte delle strade principali, generalmente larghe, sono allineate in direzione nord-sud, parallele al fiume; l'arteria più importante è Norzin Lam. Le strade secondarie si snodano lungo i pendii che portano alle aree residenziali. I percorsi pedonali sono anche ben posizionati con accesso alle aree commerciali e al fiume che attraversa la città. Tuttavia, il suo punto di ingresso è in una posizione ristretta da sud attraversata da un ponte di legno. A sud del ponte c'è la strada per Paro, Punakha, Wangdue Phodrang, Trongsa e oltre verso est e nord. L'autostrada che è stata costruita ha avuto un grande impatto sullo sviluppo, spostando i valori del terreno, diminuendo i costi di trasporto e aumentando le potenziali opportunità di crescita nella parte meridionale della valle.
La Bhutan Transport Corporation gestisce un servizio regolare di autobus da Siliguri (dalla stazione di New Jalpaiguri sono i più vicini) in India. Ci vogliono circa quattro ore per raggiungere Phuentsholing. Da lì gli autobus passano ogni giorno a Thimphu.
Inoltre, curiosamente Thimphu è una delle due uniche capitali al mondo a non avere i semafori sulle strade (l'altra è Ngerulmud, capitale di Palau). Le autorità locali avevano installato un set di luci, ma prima che diventassero operative le luci venivano rimosse. Al posto dei semafori, a dirigere il traffico ci sono dei semplici vigili urbani.
La città è servita da una rete di autobus diurni, ed è attualmente in progettazione la costruzione di una rete di tram.

### Aeroporti

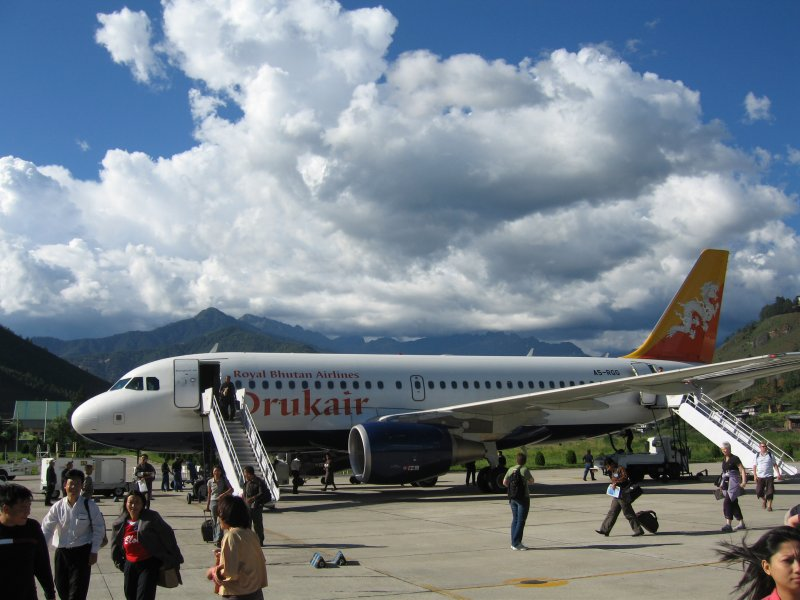
Un gruppo di passeggeri sbarca da un Airbus A319 della compagnia aerea Druk Air all'aeroporto di Paro.

Altra cosa insolita per una capitale di stato, Thimphu non è direttamente servita da un aeroporto cittadino, ma ricorre all'unico scalo aeroportuale internazionale di tutto il Bhutan, l'aeroporto di Paro, che si trova a circa 54 km dal suo centro. La Druk Air, la compagnia aerea nazionale che costituisce il più importante mezzo di comunicazione aerea con le altre nazioni, originariamente aveva sede nella capitale bhutanese ma in seguito decise di spostarsi a Paro lasciando nella capitale solamente una filiale. La Druk Air è stata per molto tempo la sola compagnia aerea nazionale ad operare nel territorio del Bhutan, ma oggi anche la Buddha Air è autorizzata ad eseguire voli charter da e per lo scalo bhutanese, nonostante le diverse critiche ricevute per la non totale sicurezza dei voli da essa offerti. Dal 2013 la compagnia aerea privata Bhutan Airlines, con sede proprio a Paro, è diventata la terza compagnia ad effettuare scali nell'aeroporto.

## Sport
Il Comitato Olimpico del Bhutan fu creato nel novembre 1983 con il Re del Bhutan come suo presidente, con sede a Thimphu. A seguito di questo riconoscimento, il Bhutan ha fatto il suo esordio assoluto alle Olimpiadi del 1984 tenutesi a Los Angeles, con tre uomini e tre donne arcieri rappresentavano il Bhutan. Dal 1984 in poi il Bhutan ha sempre partecipato alle gare di tiro con l'arco delle Olimpiadi estive, mentre non ha mai preso parte ai Giochi Invernali né agli altri eventi dei Giochi Estivi. Finora, il paese himalayano non ha mai vinto una medaglia olimpica.
Il tiro con l'arco (datse) è lo sport nazionale del Bhutan, seppur con delle varianti locali rispetto alle regole standard. Questo è un elemento fondamentale per l'identità culturale della nazione e come risultato tutti i tornei di solito vengono aperti con una cerimonia. Di solito, le donne assistono alle gare vestite in abiti colorati e acclamando le loro squadre preferite. Gli uomini invece stanno vicino al bersaglio e scherniscono i giocatori, se questi mancano l'obiettivo. Gli obiettivi sono posti a una distanza di 140 metri. Le squadre che vincono i tornei festeggiano con i loro sostenitori cantando e esibendosi in balli. Il tiro con l'arco è gestito a livello nazionale dalla Bhutan Archery Federation.

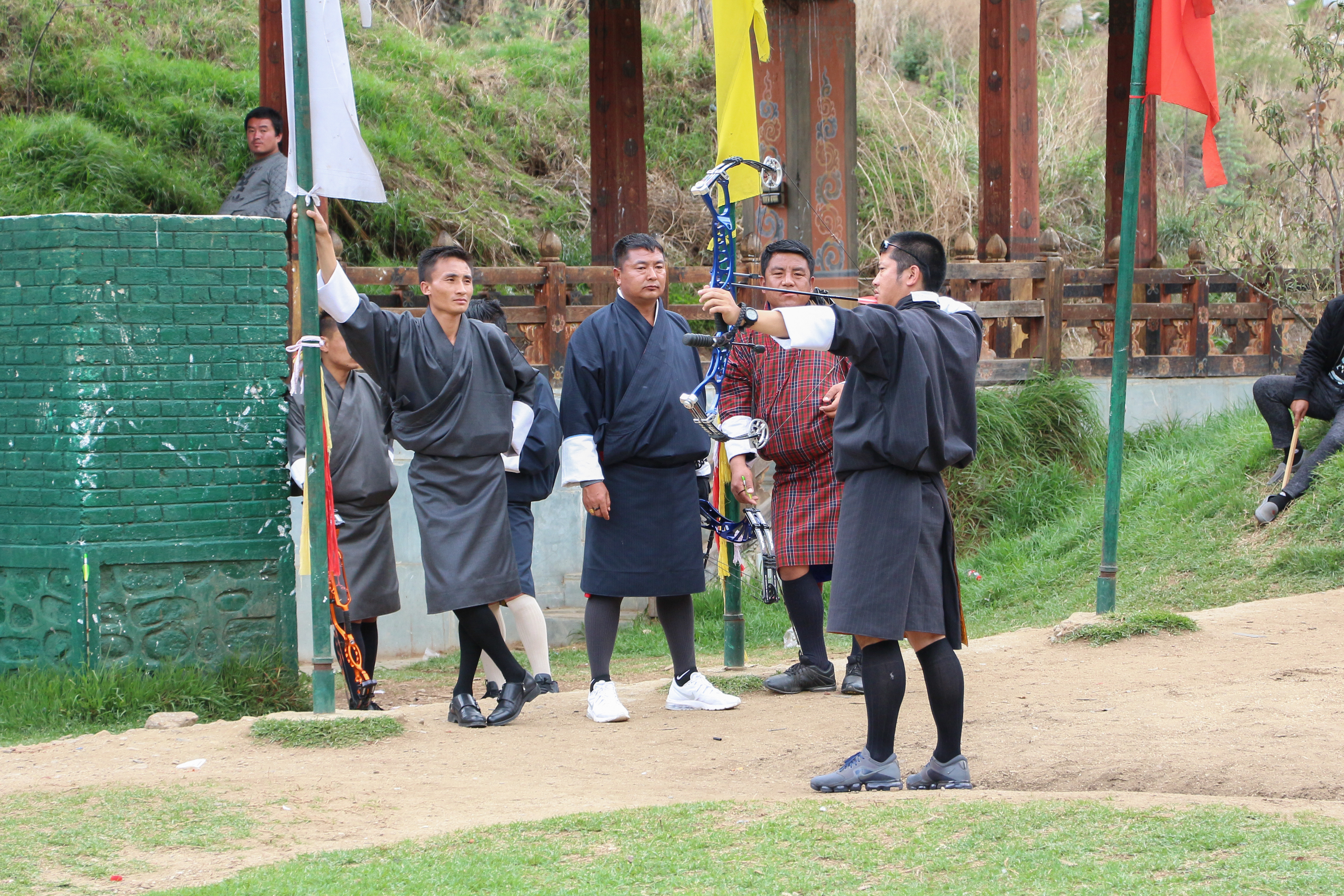
Una gara di tiro con l'arco a Thimphu.

Poiché ai monaci non è consentito partecipare alle gare di tiro con l'arco, si dedicano a un altro sport popolare chiamato daygo - una sorta di lancio del disco, ma fatto con le pietre. Sempre con le pietre si gioca a pungdo, simile al getto del peso. Un altro tipico sport bhutanese è il gioco delle freccette, conosciuto localmente come khuru, che viene giocato con bersagli a breve distanza. Le freccette utilizzate nel gioco sono costituite da un blocco di legno con un chiodo con alette di piume di pollo.
Molti sport moderni sono anche praticati nello stadio nazionale di Thimphu, oltre agli sport popolari locali citati in precedenza. Le attività sportive praticate dagli abitanti sono il calcio (gran parte delle squadre partecipanti alla Bhutan National League ha sede nella capitale), la pallacanestro, il golf, lo squash e il cricket. Thimphu ha 12 squadre di cricket e due piccoli campi da golf; uno vicino all'India House e l'altro - a nove buche - tra il Tashichoedzong e la Biblioteca Nazionale: noto come Royal Thimphu Golf Course, quest'ultimo fu istituito per iniziativa del re Jigme Dorji Wangchuck nel 1971.

### Impianti sportivi

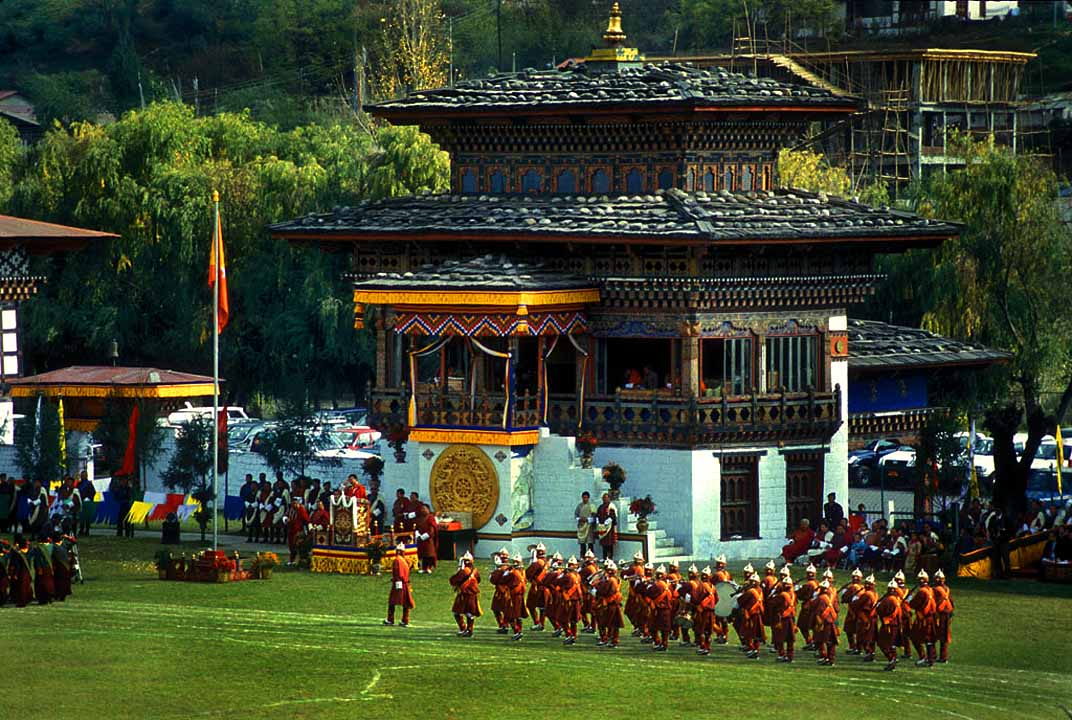
Una sfilata allo Stadio Changlimithang.

Lo Stadio Changlimithang, uno stadio polifunzionale di Thimphu, è lo stadio nazionale. Costruito nel 1974 per celebrare l'incoronazione del quarto re del Bhutan, era inizialmente in grado di contenere 10.000 spettatori. Tuttavia, è stato completamente rinnovato nel 2007 per ampliarne la capienza, e oggi può ospitare fino a 25.000 spettatori: questi lavori furono fatti sia per il centenario della dinastia Wangchuk in Bhutan sia per le celebrazioni dell'incoronazione del quinto re del Bhutan, Jigme Khesar Namgyal Wangchuck. La storicità del terreno del Changlimithang è fatta risalire alla battaglia del 1885 che stabilì la supremazia politica di Ugyen Wangchuck, primo re del Bhutan. Adiacente allo stadio principale si trovano il campo da calcio, il campo da cricket e quello per le gare di tiro con l'arco. L'impianto è diventato famoso nel mondo grazie al film-documentario "The Other Final", che racconta la storica partita di calcio tra Bhutan e Montserrat tenutasi il 30 giugno 2002 e terminata 4-0 per la nazionale himalayana.